# МиГ-25
МиГ-25 — советский сверхзвуковой боевой самолёт конструкторского бюро ОКБ-155. Генеральный конструктор А. И. Микоян, главный конструктор проекта — М. И. Гуревич до ухода на пенсию в 1964 году, после — Н. З. Матюк.
Выпускался в двух основных вариантах: тактический разведчик-бомбардировщик, носитель ядерного оружия, и перехватчик ПВО. Перехватчик на вооружении ПВО СССР более 20 лет — с 1970 и до середины 1990-х годов, а разведчик на вооружении России более 40 лет — до 2013 года. Состоял на вооружении бывших советских республик и экспортировался. Состоит на вооружении ВВС Сирии.
Кодовое обозначение НАТО: Foxbat — «летучая лисица», англ.

## Разработка

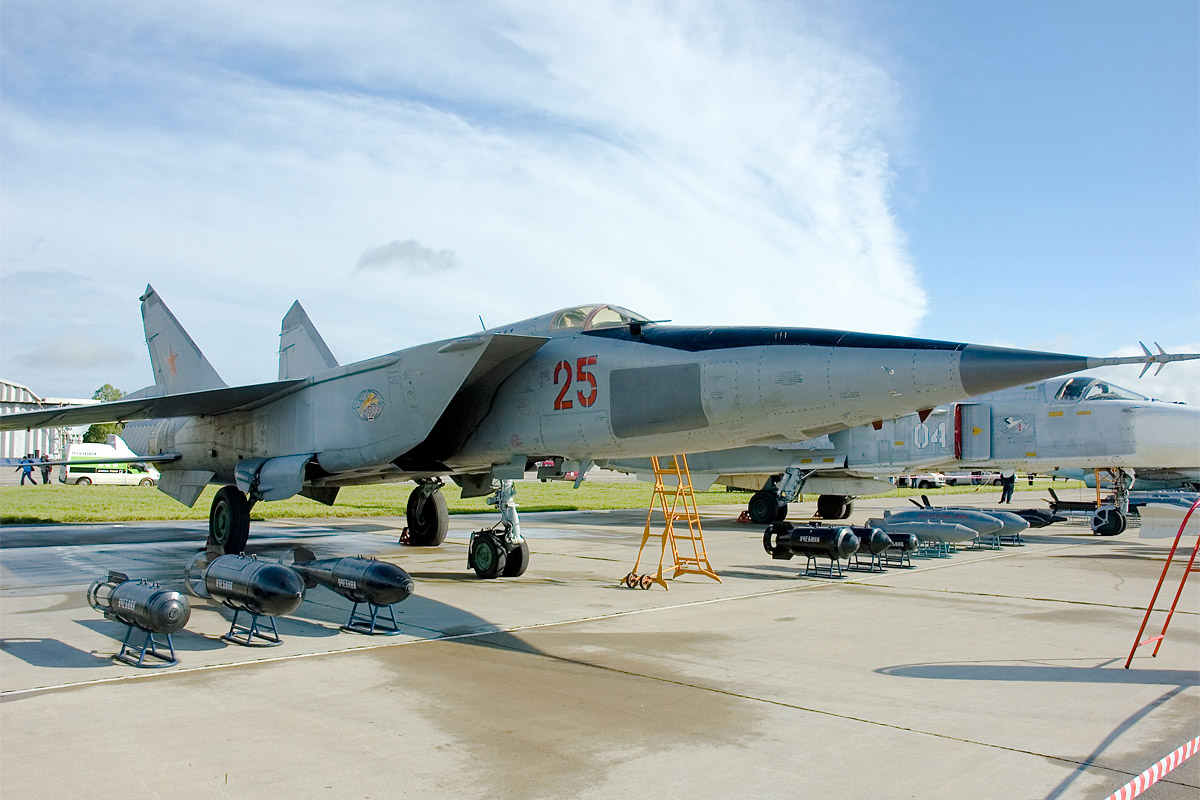
МиГ-25РБС

В конце 1950-х годов в СССР была развёрнута разработка военного самолёта, который был бы способен отражать предполагаемую угрозу со стороны американского сверхзвукового бомбардировщика B-58 и его модернизированных последователей, а также перспективного XB-70 «Валькирия» и разведчика SR-71, которые в перспективе были способны развивать трёхкратную скорость звука. ОКБ А. Микояна получило заказ на конструкцию истребителя, способного развивать трёхкратную скорость звука и поражать цели в высотном диапазоне от 0 до 25 000 м.
Постановлением Правительства СССР от февраля 1961 года и приказом Государственного комитета по авиационной технике (ГКАТ) от 10.03.1961 года в ОКБ-155 были начаты работы по созданию перспективного высотного самолёта Е-155 в модификациях перехватчика (Е-155П) и разведчика (Е-155Р). Заводские испытания опытной машины Е-155Р-1 начались 6 марта 1964 года, опытной машины Е-155П-1 9 сентября 1964 года. Обе опытные машины строились на Московском машиностроительном заводе «Зенит» (почтовый ящик № 4223)
В процессе испытаний и доводок было установлено несколько мировых авиационных рекордов. В документах ФАИ рекордная машина проходила под шифром Е-266 с двигателями Р-266. После завершения испытаний и начала серийной постройки самолётов в 1969 году опытные экземпляры продолжали эксплуатироваться, в том числе и для достижения новых рекордов.
Приказом № 406с от 28.11.1967 года самолёты Е-155Р и Е-155П были переименованы в МиГ-25Р и МиГ-25П.
3 апреля 1975 года за проведение государственных испытаний МиГ-25 заслуженный лётчик-испытатель СССР Степан Анастасович Микоян был удостоен звания Героя Советского Союза (замечание С. А. Микояна: Звания Героя Советского Союза были удостоены ведущие лётчики по теме Вадим Иванович Петров, Александр Саввич Бежевец. Лётчик-испытатель Норайр Вагинакович Казарян награждён орденом Ленина).

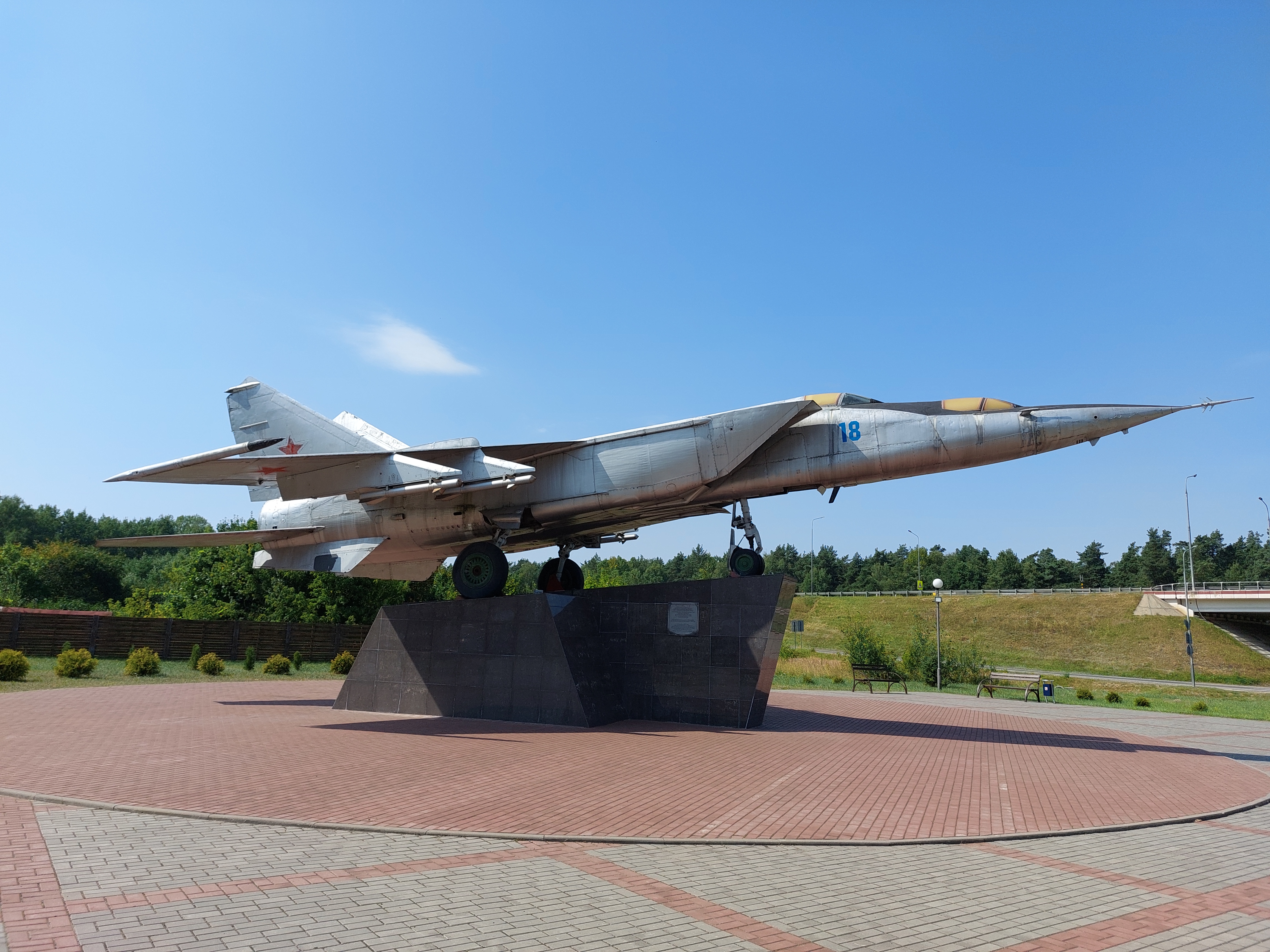
МиГ-25ПУ. Щучин, Беларусь. Надпись на памятной доске: «21 августа 1977 года лётчик-испытатель А. Федотов установил на этой машине абсолютный мировой рекорд высоты полёта 37 650 м, а всего на самолёте этого типа установлены 29 мировых рекордов»

31 августа 1977 года лётчик-испытатель А. Федотов установил на этой машине абсолютный мировой рекорд высоты полёта 37 650 м, а всего на самолёте этого типа установлены 29 мировых рекордов.

## Конструкция самолёта
При написании данного раздела была использована лётная и техническая документация на самолёт МиГ-25:
- Самолёт типа 02Б. Техническое описание. Книга 1 «Планер и системы». ОТКЗ военное издательство Министерства обороны СССР, Москва 1975 год. ДСП.
- Самолёт МиГ-25П. Техническое описание. Книга 2 «Вооружение». Редакция вторая. 1972 год. Секретно. Гриф секретности снят на основании приказа МО № 104-92.
- Самолёт МиГ-25П. Краткое описание и инструкция по технической эксплуатации № ГК-187. Книга 3 «Авиационное оборудование». 1967 год. Секретно. Гриф секретности снят на основании приказа МО № 104-92.
- «Практическая аэродинамика самолёта МиГ-25РБ». ОТКЗ военное издательство Министерства обороны СССР, Москва 1978 год. Утверждена заместителем ГК ВВС по боевой подготовке в качестве учебного пособия для лётного состава. Секретно. Рассекречено на основании приказа МО № 104-92.

### Общие сведения о самолёте
Самолёт МиГ-25 — семейство тактических высотных скоростных разведчиков и перехватчиков ПВО, с крейсерской скоростью полёта до 2500 км/ч (М=2,3÷2,5) в диапазоне рабочих высот 19÷22 км. Основные варианты самолёта:
- МиГ-25РБ — разведчик-бомбардировщик оперативно-тактической разведки фронтовой авиации ВВС, с радиусом действия самолёта до 920 км. Бомбометание, включая применение ядерной бомбы, — дополнительная задача разведчика.[6]
- МиГ-25П — перехватчик ПВО страны, часть авиационно-ракетного комплекса перехвата воздушных целей — самолётов и крылатых ракет, днём и ночью, в любых метеоусловиях, при организованных помехах противника.[7]

Открытых источников о МиГ-25 всё ещё мало, а выдающиеся рекорды его прототипа Е-155 породили слухи и распространённые заблуждения о возможностях этих самолётов в эксплуатации. Но, к примеру, одна из официально допущенных к практическому использованию лётным составом книг: «Практическая аэродинамика самолёта МиГ-25РБ», на странице 88 определяет максимально допустимые скорости полёта, которые зависят от конфигурации самолёта и от характера внешних подвесок. Без подвесок вооружения и баков предельная приборная скорость самолёта указана:
- на высотах до 5 км — 1000 км/ч (приборная скорость 1000 км/ч на уровне земли соответствует примерно числу М=0,83)
- более 5 км — 1100 км/ч (выше 8 км до 1150 км/ч только при включённом автомате управления набором высоты)
- более 18 км — допустимое по скоростному напору число М=2,83 (около 3000 км/ч)

Там же указано допустимое время полёта
- при числе М больше 2,4 — не более 15 мин (дальность такого полёта до 270 км)
- время полёта при числе М больше 2,65 — не более 5 мин (дальность менее 90 км)

В учебных полётах превышать число М=2,65 — запрещено. Диаграммы скоростей полёта в указанном выше пособии показывают, что даже превышение ограничения по скоростному напору не позволит на самолёте превысить число M=3 в горизонтальном полёте.
Прочность МиГ-25 рассчитана на скоростной напор до 7000 кгс/м², расчётный напор для приборной скорости 1200 км/ч. Превышение приборной скорости 1100 км/ч вызывает деформации конструкции, в первую очередь, системы регулирования воздухозаборников двигателей.
На предельных скоростях передние кромки конструкции планера нагреваются до 250÷290°С, а топливо в баках прогревается до 150÷180°С. Для предотвращения перегрева на самолёте установлен датчик температуры заторможенного потока воздуха, который включает предупреждающее табло в кабине лётчика, оповещающее о достижении предельно допустимого порога температуры — 290°С.
В мирное время полёт со сверхзвуковой скоростью на высотах ниже 10 км — запрещён. На земле коридор слышимости ударной волны при сверхзвуковом полёте МиГ-25 составляет 40÷80 км.
Приборная скорость сваливания в штопор самолёта МиГ-25РБ при включенном автомате управления 240÷245 км/ч, без него — 270÷290 км/ч. Время набора высоты 10 км без использования форсажа — 10 мин, на форсаже — 3 мин. Разведчик МиГ-25РБ обладает лучшей тяговооруженностью и разгоном, чем перехватчик МиГ-25П.
Статический потолок самолёта без применения форсажа двигателей — до 12 км, с форсажем при дозвуковой скорости — 14÷15 км, при сверхзвуковой скорости — до 23 км. Превышать установленный потолок 23 км в строевых частях было запрещено.
Максимальная дальность полёта на сверхзвуковой скорости обеспечивается при полёте с числом М=2,35.
Эксплуатация МиГ-25РБ возможна только с бетонированных аэродромов 1-го класса с длиной ВПП не менее 2500 м.
По компоновочной схеме МиГ-25 представляет собой двухкилевой моноплан с верхним расположением трапециевидного крыла, двумя двигателями с боковым расположением регулируемых воздухозаборников совкового типа, цельноповоротным горизонтальным оперением. Фюзеляж и воздухозаборники создают до 40÷50 % подъёмной силы. Конструкция планера на 80 % по массе из нержавеющей стали, 11 % алюминиевые сплавы, 8 % титан и 1 % на другие материалы. В соединениях силовых элементов и обшивки широко применяется сварка вместо заклёпок.
Конструкция самолёта-перехватчика и самолёта-разведчика различается в первую очередь разным по конструкции крылом, и, конечно, установленным на самолёте целевым оборудованием. Также имеются довольно значительные отличия по разным модификациям — изменения по комплектации оборудованием потянули за собой конструктивные изменения по планеру и двигателям.

### Планер
Фюзеляж — единый цельносварной агрегат в основном типа монокок, с дополнительными нижними лонжеронами и балками, конструкционными материалами фюзеляжа являются высокопрочные нержавеющие стали ВНС-2, ВНС-5, ВЛ-1, СН-3, ЭИ-703 и ЭИ-878, термообработанный дюраль Д19Т и титан марки ОТ4-1. В отличие от многих реактивных истребителей производства СССР, где фюзеляж расстыковывается на две половины для замены двигателя, на МиГ-25 фюзеляж в эксплуатации — неразъёмный.
Передняя часть фюзеляжа до воздухозаборников имеет круглое со скосами по бокам сечение, в остальной части близкое к прямоугольному сечение. Воздухозаборники прямоугольного сечения. В хвостовой части фюзеляжа установлены два двигателя и их оборудование. В гроте фюзеляжа расположена проводка управления. Примерно 70 % объёма фюзеляжа занимают топливные баки-отсеки.
Каркас фюзеляжа выполнен из профилей уголкового и таврового сечения и штампованных стальных узлов, соединённых аргонно-дуговой сваркой. Поперечный силовой набор каркаса фюзеляжа состоит из 57 шпангоутов, которые в первых техописаниях на самолёт называются рамами. Шпангоуты № 1, 2, 3, 4, 5, 6, 6Б, 7, 9, 10, 10А, 11, 12, 13, 14 — силовые. Гермошпангоут № 1 имеют сплошную стенку из сплава Д19Т, гермошпангоут № 3 имеет стенку из стальных гофрированных листов. Шпангоуты № 5 и 6 являются стенками топливного бака № 2. Шпангоутом № 12 заканчивается отсек топливных баков и на нём производится стык с хвостовой частью фюзеляжа.
Технологически фюзеляж состоит из отдельных панелей и разделяется на отсеки:
- передний герметичный отсек
- закабинный отсек
- воздухозаборники двигателей
- отсек топливных баков
- хвостовая часть фюзеляжа
- хвостовой кок

Передний отсек по конструкции монокок. Это герметичный теплоизолированный отсек, выполненный из алюминиевых сплавов. Кабина лётчика с креслом КМ-1М расположена в верхней части отсека между шп. 1-2, под полом кабины находится пространство для размещения различного оборудования и тяг управления. К шпангоуту № 1 пристыковывается носовой радиопрозрачный обтекатель в виде заострённого круглого тела вращения — конуса, с отклонением вниз от строительной оси самолёта на 4°12′. Кабина заканчивается наклонным шп. № 2, который состоит из герметичной стенки и караса из профилей. К этому шпангоуту крепится подфонарная панель, рельсы кресла, пол кабины и осуществляется стык с закабинным отсеком. Боковые панели кабины изготовлены из листов дюраля Д19АТл. Весь отсек теплоизолирован наклеенными внутри отсека матами теплоизолятора АТМ-3, облицованными тканью АНТМ.
Закабинный отсек находится меду шпангоутами 2-3 и представляет собой полумонокок овального сечения. В верхней части отсека находится герметичный отсек оборудования, в нижней части — ниша передней ноги шасси. Конструктивно отсек состоит из отдельных дюралевых панелей из сплава Д19Т. Отсек оборудования и ниша разделены герметичной перегородкой, к которой крепится продольная балка коробчатого сечения. К балке крепится гидроцилиндр передней ноги шасси. Отсек теплоизолирован наклеенными внутри матами теплоизолятора АТМ-3, облицованных тканью НТ-7 или АТЗ.
Воздухозаборники двигателей начинаются от фюзеляжного шп. № 2 и расположены зеркально-симметрично по бокам фюзеляжа до шп. № 6. После шп. № 6 воздухозаборники переходят в каналы двигателей.
Входные части в/заборников прямоугольного сечения с острой передней кромкой, скошенной назад в боковой проекции. В зоне шп. № 6-7 прямоугольное сечение каналов переходит в круглое.
Конструкционно в/заборник — это каркас с работающей обшивкой и силовыми крышками люков. Каркас состоит из восьми диафрагм с № 22 по № 29 и профилей-лонжеронов. В верхней надканальной части, а также в нижних боковых частях воздухозаборника организованы технические отсеки с оборудованием, закрытые крышками.
Регулирование проходного сечения каждого в/заборника осуществляется с помощью подвижной панели клина и нижней створки. Клин управляется электрогидравлической следящей системой СРВМу-2А, которых на самолёте два независимых комплекта (по числу двигателей). Автоматическое управление положением клина включается в работу по сигналу М-реле и далее клин плавно перемещается электрогидравлическим агрегатом АУ-38Б, в зависимости от степени сжатия компрессора двигателя. Нижняя створка воздухозаборника имеет три фиксированных положения: взлётно-посадочное (открытое), дозвуковое (промежуточное) и сверхзвуковое. В первом положении створка находится всё время, если выпущены шасси. Во втором положении створка находится при убранных шасси, а в третье, максимально прикрытое положение створка перемещается по достижении самолётом заданной скорости полёта. Система СРВМу-2А помимо основного (автоматического) управления в пропорциональном режиме имеет резервный режим дублирующего управления в ступенчатом (релейном) режиме, режим ручного управления посредством кремальеры задатчика положения (лётчиком) и аварийная уборка клина при отказах в гидросистеме или питающей электросети.
Центральная часть фюзеляжа — конструкция типа монокок. Это цельносварной агрегат из нержавеющей стали марки ВНС-2, ВНС-5, СН-3 и ЭИ878; нижняя часть бакового отсека изготовлена из дюралевого сплава Д19. Баковый отсек является основной и наиболее нагруженной частью фюзеляжа, с которой стыкуются передняя и задняя части фюзеляжа, воздухозаборники и крыло. Отсек имеет 11 силовых шпангоутов и разделён стеночными шпангоутами на шесть топливных баков (баки № 1-2, № 3, № 4-5 и № 6).
Основной вид соединений в этом отсеке — аргонно-дуговая и контактная автоматическая и полуавтоматическая электросварка. Для изготовления фюзеляжного отсека самолёта был разработан и изготовлен специальный вращающийся стапель.
Хвостовая часть фюзеляжа по конструкции монокок. Она является несущей для узлов крепления килей, подкилевых гребней, балок стабилизатора, гидроцилиндров тормозных щитков и качалок управления РП. Основной конструкционный материал этого отсека — сталь ВЛ-1, из которой изготовлен силовой набор и обшивка; из стали СН-3 изготовлены крышки эксплуатационных люков. Для защиты днища баков от тепла, излучаемого двигателями, в отсеке от шпангоута № 10В до шпангоута № 13 установлены стальные посеребренные экраны. Между экранами и баками проложена теплоизоляция из матов. В зоне расположения форсажных камер двигателей между шп. 14 и 14 устанавливаются стальные гофрированные кожухи с посеребрением.
Хвостовой кок состоит из ряда панелей. Верхняя центральная часть кока начинается нишей тормозного щитка, затем переходит в нишу тормозного парашюта. Снизу кока ниша для нижнего тормозного щитка. Материал кока — сталь и титан. Кок приклёпан к шпангоуту № 14 двухрядным заклёпочным швом.
Крыло — трапециевидное, стреловидное, без корневых наплывов, с отрицательным V −5° и аэродинамической круткой. Угол установки крыла +2°. Размах крыла для разведчика-бомбардировщика 14,062 м, для перехватчика — 14,015 м. На разведчиках стреловидность по передней кромке — 42°30´. На перехватчиках стреловидность переменная — от 41°02´ до 42°30´.
Технологически крыло состоит из двух консолей, стыкуемых с фюзеляжем в пяти точках. Силовой набор крыла включают три лонжерона, два стрингера и набор нервюр. Каркас крыла и обшивка изготовлены в основном из стали ВНС-2, ВНС-4, ВНС-5 и листового титана ОТ4-1. Внутри каждая консоль разделена перегородками на топливные баки — передний и задний. На верхней поверхности каждой консоли установлены аэродинамические гребни. На нижней поверхности крыла установлены узлы для крепления внешней подвески.
Начиная с модификации «РБ», самолёт получил вместо законцовок крыла балансировочные штанги с противофлаттерным грузом по 60 кг каждая.
На каждой консоли крыла установлен двухсекционный элерон из дюраля Д19, с полным углом отклонения ±25°. Для уменьшения деформации крыла при отклонении элеронов на больших скоростях полёта элероны сдвинуты ближе к корневой части (к фюзеляжу), но всё равно эффективность элеронов оказалась недостаточной, поэтому на МиГ-25, уже после начала серийного производства, было введено дополнительное дифференциальное отклонение стабилизатора по крену в качестве органа поперечного управления, так называемые «ножницы» (см. ниже по тексту).
Закрылки клёпанно-сотовой конструкции, подвешиваются к консоли в двух точках. Полный угол отклонения 25°, как на взлёте, так и на посадке. На некоторых самолётах первых серий закрылок отклонялся на угол 47°. Отклоняемые носки на консолях отсутствуют.
Хвостовое оперение. Для обеспечения достаточной путевой устойчивости на высоких скоростях на МиГ-25 установлены два вертикальных киля большой площади (16 м²), с развалом наружу к плоскости симметрии самолёта. Профиль килей — симметричный ЦАГИ С-11С2М. Кили изготовлены из стали ВНС-5 и алюминиевого жаропрочного сплава АК-4. Высота каждого киля — 3,05 м, угол стреловидности — 54°, угол развала 8°. Кили отличаются друг от друга радиопрозрачными законцовками, под которыми установлены антенны систем РЭО. На каждом киле навешен руль направления. Оба руля работают синхронно и имеют полный угол отклонения ±25°.
Снизу под килями установлены два подкилевых гребня, на левом гребне установлена убирающаяся штанга автоматического выпуска тормозного парашюта. Штанга длиной 1,3 метра выпускается вниз на угол 74°. В передней части подфюзеляжных гребней установлены антенны, которые закрыты радиопрозрачными панелями.
Цельноповоротный стабилизатор площадью 10,21 м², с размахом 8,8 м, угол стреловидности по передней кромке 50°22´, по задней кромке — 28°. Профиль симметричный, ЦАГИ С-11С. Ось вращения стабилизатора расположена на 33 % САХ и составляет угол 45°. Полный угол отклонения стабилизатора по тангажу от −32° до +13°, отклонение по крену в режиме «ножницы» (дифференциально) — ±3°15′. Помимо всего прочего, дифстабилизатор автоматически отрабатывает на парирование крена при возникновении несимметричности подвески — например, при пусках ракет.
Для уравновешивания шарнирного момента стабилизатора в заднюю кромку по всему размаху стабилизатора вклёпана пластина шириной 70 мм, отогнутая вниз на 2°.
В хвостовой части фюзеляжа установлено два тормозных щитка — верхний, между килями, и нижний. Угол полного отклонения верхнего щитка — 43,5°, угол отклонения нижнего щитка — 45°. Нижний щиток заблокирован при М менее 1,5. Выпуск верхнего щитка при полёте в трансзвуковом диапазоне скоростей и на высотах менее 7000 м — запрещается, так как при его выпуске меняется балансировка самолёта.

### Шасси и тормозной парашют
Трёхстоечное убираемое в полёте шасси с передней управляемой стойкой. Колея шасси 3850 мм, база шасси 5138,5 мм. Все три стойки после взлёта убираются вперёд против потока. Уборка и выпуск стоек, как и поворот передних колёс, производится от гидросистемы, аварийный выпуск может выполняться от пневмосистемы. Все колеса (включая передние) оборудованы дисковыми тормозами с автоматом растормаживания, управление торможением от гашетки на РУС. Разворот передних колёс от педалей путевого управления механизмом МРК-20, в режиме руления угол разворота ±43°, в режиме взлёт-посадка — ±8°.
На передней стойке смонтировано два спаренных колеса КТ-112/2 или КТ-112А модель «3А» размером 700×200 мм. На основных стойках установлено по одному консольному колесу КТ-111/2 или КТ-111А модель «4А» размером 1300×360 мм. Все колёса с покрышкой и камерой, накачиваются азотом до давления в колесе: передней ноги — 10±0,5 кг/см²; главной ноги — 9,5÷12,5 кг/см² (с подвесным баком — 13,5±0,5 кг/см²).
Все стойки с газомасляными амортизаторами рычажного типа, с торможением штока на прямом и обратном ходу. Амортизаторы заряжаются гидросмесью АМГ-10 и азотом под давлением. Давление зарядки амортизатора передней ноги 52±1 кг/см², давление зарядки амортизаторов главных ног — 70±2 кг/см².
Парашютно-тормозная установка предназначена для сокращения длины пробега самолёта при посадке. Установка состоит из двухкупольной парашютной системы, контейнера, штанги автоматического выпуска парашюта, замка, цилиндра створки контейнера и цилиндра отцепки парашюта, пневматических и электрических агрегатов системы.
Первоначально на самолёте применялись круглые парашюты, в дальнейшем заменены на крестообразные. Парашютная система состоит из двух одинаковых крестообразных парашютов общей площадью 50 м², первого вытяжного парашюта площадью 0,05 м² и второго вытяжного парашюта площадью 1,5 м². Контейнер тормозного парашюта представляет собой цилиндрическую камеру из стеклотекстолита и состоит из дух частей — верхней и нижней. Контейнер установлен в хвостовом коке.

### Силовая установка
На всех модификациях самолёта МиГ-25 были установлены два двигателя типа Р15Б-300 (изделие «15Б»). В дальнейшем при модернизации самолётов до уровня МиГ-25ПД/ПДС, МиГ-25РБТ/РБФ/РБШ монтировались двигатели типа Р15БД-300 с улучшенным охлаждением турбины, другой коробкой агрегатов (под привод постоянных оборотов) и увеличенным ресурсом.
Р15Б-300 — это турбореактивный авиационный двигатель, одновальный, одноконтурный с осевым компрессором, с одноступенчатой турбиной, с форсажной камерой и двухстворчатым трёхпозиционным эжекторным соплом. Система управления двигателем — гидромеханическая с электронным регулятором режимов. Раскрутка двигателя при запуске стартёр-генератором постоянного тока, на модификации Р15БД-300 был установлен турбостартёр.
Двигатель Р15Б-300 был разработан в ОКБ-300 Государственного комитета по авиационной технике (в дальнейшем переименовано в ММЗ «Союз», генеральный/главный конструктор академик С. К. Туманский), на базе экспериментального двигателя Р15-300 (изд. «15»), применявшегося на опытных перехватчиках Е-150 и Е-152 и разрабатываемом в то время тяжёлом беспилотном самолёте-снаряде Ту-121. Затем на основе Р15-300 был разработан короткоресурсный двигатель КР15-300 (изд. «15К»), который штатно устанавливали на серийных беспилотных разведчиках Ту-123 комплекса ДБР-1 «Ястреб».
На МиГ-25 двигатели установлены в задних отсеках фюзеляжа самолёта за шпангоутом (рамой) № 9. Отсеки двигателей разделены между собой противопожарной перегородкой.
Для улучшения эксплуатационных подходов двигатели развёрнуты относительно продольных осей на 13° (коробками агрегатов наружу).
Реактивные сопла установлены на двигателях в вертикальной плоскости под углом 2° 30′ вверх и в горизонтальной плоскости в сторону оси симметрии самолёта под углом 1′ 46′. Такая установка сопел вызвана аэродинамикой самолёта и обеспечивается наличием двойного излома в проставке двигателя.
Для уменьшения миделя хвостовой части фюзеляжа сопла двигателей сближены настолько, что расстояние между их центрами стало меньше диаметра сопла. В связи с этим на соплах демонтировано по три сегмента внешних створок и установлен нерегулируемый стекатель.
Воздух к двигателям поступает через автоматически регулируемые воздухозаборники (см. выше конструкцию планера).
Для возможности запуска двигателя в воздухе на высотах выше 6 км на самолёте установлена система кислородной подпитки.
Некоторые ТТХ двигателей Р15Б-300:
- Стендовая тяга на малом газе: 370 кгс
- Стендовая тяга на максимальном бесфорсажном режиме: 7500 кгс
- Стендовая тяга на минимальном форсажном режиме: 8350 кгс
- Стендовая тяга на полном форсаже: 11200 кгс
- Удельный расход топлива на максимальном бесфорсажном режиме работы: 1,25 кг/кгс·ч
- Удельный расход топлива на полном форсажном режиме: 2,75 кг/кгс·ч
- Расход воздуха максимальный[16]: 144 кг/с
- Габариты двигателя
  - длина 6655 мм
  - диаметр 1640 мм
- Сухой вес двигателя: 2700 кг

С каждым двигателем работает электронная система регулирования расхода топлива РРД-15БМ и гидромеханическая дублирующая система — агрегат 10460НД. Дублирующая система имеет худшую точность управления режимами, поэтому при её включении в работу выполнение летчиком полётного задания прекращается.

### Топливная система
ТС самолёта-перехватчика состоит из шести фюзеляжных и четырёх крыльевых баков с общей ёмкостью 14 570 кг. Основное топливо марки Т-6, с удельной плотностью 0,845 гр/см³. Резервные: ТС, РТ, Т-1. Так как основное топливо тяжёлое, то при заправке резервными, более лёгкими марками топлив требовался перерасчёт дальности и продолжительности полёта самолёта. Топливная аппаратура самолёта (топливомер-расходомер) была приспособлена для работы как с тяжёлым, так и с лёгким топливом (см. описание ниже). При установке на самолёт двигателей типа Р15БД-300 основным было топливо Т-6, резервным — Т-7П, лёгкие сорта топлива не применялись.
На самолётах-разведчиках топливная система несколько другая и состоит из 12 баков, добавлены два бака в килях. Общая ёмкость топливной системы — 15 245 кг.
Расходный бак — фюзеляжный бак № 4. Подача в расходный бак топлива из других баков происходит за счёт избыточного давления, которое создаётся в баках № 1, 2, 3, 5, 6, крыльевых баках и баках в килях (при их наличии) системой наддува, нейтральным газом из баллонов высокого давления суммарной ёмкостью 34,4 литра. При длительных полётах ёмкости баллонов не хватает для наддува баков и система автоматически переходит на наддув воздухом, который отбирается за компрессорами двигателей и охлаждается в воздухо-воздушных радиаторах. Бак № 4, бак-аккумулятор и подвесной бак наддуваются только воздухом.
Нейтральный газ — это сжатый технический азот, который хранится на борту в восьми шаровых баллонах, установленных в верхних отсеках правого и левого воздухозаборника.
Подача топлива из расходного бака № 4 к насосам двигателей осуществляется подкачивающими насосами в днище расходного бака — турбонасосом ТН-10 и электроцентробежным насосом ЭЦН-93. Турбина ТН-10 раскручивается неохлаждённым сжатым воздухом, отбираемым за компрессорами двигателей. Электрический насос ЭЦН-93 включается в работу до запуска двигателей и в дальнейшем работает параллельно весь полёт с турбонасосом ТН-10. Производительности только ЭЦН-93 достаточно для нормальной работы обоих двигателей самолёта до режима «Максимал» включительно.
Для питания двигателей при нулевых или отрицательных перегрузках в топливной системе установлен бак-аккумулятор. При падении давления топлива за насосами подкачки ТН-10 и ЭЦН-93 топливо в систему выдавливается сжатым воздухом из бака-аккумулятора. Ёмкости бака хватает на 15 секунд работы двигателей на режиме «Максимал» или на 5 сек. на режиме «Форсаж».
Так как при сверхзвуковом полёте топливо в баках нагревается, на МиГ-25 для охлаждения топлива применяются топливо-масляные радиаторы ТМР и система перепуска горячего топлива. При превышении порога температуры топлива 120°С на входе в двигатель часть топлива из магистрали сбрасывается для охлаждения в расходный бак, и затем по второму кругу подаётся в ТМР и оттуда в двигатель.
Для повышения дальности полёта самолёта применялся подвесной топливный бак, который подвешивается под фюзеляжем на трёх узлах подвески. После выработки топлива бак может быть сброшен посредством подрыва пиропатронов в пиромеханизме. Полная ёмкость подвесного бака — 5280 литра.
Порядок выработки топлива: первым вырабатывается подвесной бак, затем бак № 1, после чего килевые баки (при наличии), затем начинается одновременная выработка из баков № 2, 6 и крыльевых. По окончании выработки бака № 2 начинается выработка из бака № 3. Затем вырабатывается бак № 5, далее расходный бак № 4 и в самую последнюю очередь — бак-аккумулятор. Топливо из баков в заданном порядке вырабатывается автоматически без участия лётчика.
Невырабатываемый остаток топлива в основной системе самолёта — 100 кг, в подвесном баке — около 45 кг.
Заправка самолёта — централизованная под давлением. Предусмотрена автоматизированная заправка «Полная» и заправка 80 %, при этом бак № 1 заправляться не будет. В особых случаях возможная раздельная заправка только фюзеляжных баков с помощью заправочного пистолета.
Для аварийного слива топлива в полёте предусмотрены клапаны аварийного слива на левой и правой консоли крыла.

### Гидравлическая система
Включает две разные гидросистемы: бустерную и общую. Обе этих системы автономны. Каждая система имеет по два гидронасоса переменной производительности НП-70А на разных двигателях. Рабочее давление в системе поддерживается в диапазоне 180÷220 кг/см² с номинальным давлением на выходе гидронасоса 210 кг/см².
Бустерная система питает одну из камер бустеров управления, а также обеспечивает аварийное торможение колёс шасси. Общая гидросистема служит для питания вторых камер бустеров управления, а также для уборки и выпуска шасси, закрылков, тормозных щитков, управления клиньями и створками воздухозаборников, управления механизмом разворота передних колёс шасси, основное и вспомогательное торможение колёс шасси и закрытие створок турбоагрегатов (на самолётах с двигателями Р15БД-300).
В качестве рабочей жидкости обе гидросистемы используют кремнийорганическую жидкость 7-50с-3, которая состоит из полисилоксанов и органического диэфира в соотношении 1/1, с добавлением ингибитора коррозии и противоизносной присадки. Полная заправочная ёмкость обоих гидросистем 83 литра, из них 30 литров в бустерной системе и 53 литра — в общей, при ёмкости двух одинаковых гидробаков по 24 литра.
Для обеспечения высотности гидросистемы и исключения кавитации жидкости в гидронасосах каждая система имеет свою изолированную систему поддавливания гидробаков газообразным азотом из баллонов. Зарядное давление азота в баллонах при температуре +20°С — 130±5 кг/см². Давление азота в гидробаке — 2,2÷3,9 кг/см². Для увеличения срока службы жидкости 7-50с-3 к азоту предъявляются определённые требования по чистоте.
Для сглаживания провалов давления, пульсаций и гидроударов в каждой гидросистеме установлено по поршневому гидроаккумулятору. Для системы аварийного торможения колёс шасси и для аварийной уборки клиньев в/заборника установлены дополнительные гидроаккумуляторы.
Температурный режим работы гидросистемы рассчитан на длительную работу при температуре жидкости до +150°С, и допускается кратковременный заброс температуры до 180°С. Для предотвращения чрезмерного роста температуры гидрожидкости в линиях циркуляции насосов обеих гидросистем установлен топливо-жидкостный радиатор (ТЖР) типа 2415Т.
Все нагнетающие трубопроводы системы выполнены из нержавеющей стали марки Х18Н10Т, трубопроводы слива и всасывания впереди рамы № 9 и трубопроводы поддавливания — из алюминиевых труб марки АМг2М. В двигательном отсеке после рамы № 9 все трубопроводы г\систем — стальные.

### Воздушная система
Состоит из трёх самостоятельных систем: основной, аварийной и системы поддавливания радиоблоков. Основная система обеспечивает управление торможением колёс шасси (выполняет командные функции), включение противообледенительной системы фонаря кабины лётчика, герметизацию фонаря, выпуск и сброс тормозного парашюта, управление кранами аварийного слива топлива, перекрывными топливными кранами и заслонками продува генераторов, открытие створок турбостартёров (на самолётах с двигателями Р15БД-300). Аварийная система служит для аварийного выпуска шасси и для аварийного перемещения створок воздухозаборников во взлётно-посадочное положение. Система поддавливания радиоблоков служит для создания избыточного давления в гермокорпусах радиоблоков и повышения их высотности.
Источником энергии для всех систем является сжатый воздух в шаровых баллонах, установленных на самолёте: в основной системе баллон ёмкостью 13 литров, в аварийной системе баллон ёмкостью 10 литров и в системе поддавливания блоков установлен баллон ёмкостью 2 литра. Все баллоны заряжаются воздухом централизовано от наземного источника через общий бортовой зарядный штуцер. При температуре окружающей среды +20°С давление зарядки воздухом составляет 130±5 кг/см². Кроме основных баллонов, в системе тормозного парашюта и в системе герметизации отсека предусмотрено по дополнительному баллону, отделёнными от всей системы обратными клапанами.

### Система управления самолётом
Система управления на МиГ-25 — гидромеханическая, с необратимыми гидроусилителями и механической проводкой.
Управление самолётом производится перемещением стабилизатора, элеронами и рулями направления. Для повышения эффективности элеронов половины стабилизатора отклоняются в разные стороны, то есть дифференциально.
Силовыми приводами рулей являются двухкамерные необратимые гидроусилители (в описании — бустеры): два БУ-170 на стабилизаторе, один БУ-170Э на оба элерона, и один БУ-190 на оба руля направления. Все эти агрегаты по конструкции одинаковы и отличаются только ходом штока и развиваемым усилием.
Управление самолётом лётчик осуществляет от центрального узла управления в кабине, где установлена ручка управления по крену-тангажу и педали путевого управления. Для имитации нагрузки по всем трём каналам управления установлены пружинные загрузочные механизмы. В канале тангажа установлен электромеханический автомат регулирования управления АРУ-9, который автоматически меняет передаточное отношение от ручки к стабилизатору, для изменения диапазона его перемещения и от ручки управления к загружателю, для изменения загрузки ручки, в зависимости от скорости и высоты полёта самолёта. Исполнительный электрический механизм системы АРУ — МПЧС-9.
Балансировка управления и снятие усилий производится механизмами триммерного эффекта МП-100М. Кроме функции триммера, электромеханизмы МП-100М используются системой автоматического управления САУ-155 в качестве исполнительных механизмов при отработке траекторных и стабилизационных сигналов управления.
Связь центрального узла управления с исполнительными агрегатами осуществляется механической проводкой смешанного типа: тросовая в гроте фюзеляжа и трубчатыми тягами и качалками — в остальных местах.
Для автоматического управления полётом на самолёте установлена система автоматического управления САУ-155. Исполнительными механизмами этой системы являются три электрических рулевых агрегата (по курсу, крену и тангажу) типа «раздвижная тяга» РАУ-107А.
Некоторые технические характеристики системы управления:
- максимальный угол отклонения стабилизатора при взлётно-посадочном режиме — от −32° до +13°
- максимальный угол отклонения стабилизатора при максимальной скорости полёта — от −12,5° до +5°
- максимальные углы отклонения элеронов — ±25°
- максимальные углы консолей стабилизатора по крену — ±3° 15′
- максимальные углы отклонения рулей направления — ±25°

### Система кондиционирования
В связи с относительно длительными сверхзвуковыми режимами полёта на МиГ-25 была установлена достаточно мощная и сложная система кондиционирования, поддерживающая заданные температуру и давление в кабине и отсеках самолёта в течение всего полёта.
Воздух для системы кондиционирования отбирается за компрессорами обоих двигателей, охлаждается в двух первичных воздухо-воздушных радиаторах, жидкостно-воздушном испарителе (изд. 2436Т), и далее разделяется на две системы (контура): кабинную и отсековую. На расчетном режиме отбирается примерно 800 кг воздуха в час с температурой ~ 400°С и с давлением 1,1 кг/см². В систему питания кабины поступает около 240 кг/ч, а в систему охлаждения отсеков примерно 560 кг/ч.
После разделения воздух дополнительно охлаждается: для системы питания кабины — во вторичном ВВР (изд. 5404) и турбохолодильнике 2417Т, для системы отсеков — в турбохолодильнике.
СКВ кабины. В кабину воздух поступает под давлением 0,45 кг/см² и с температурой минус 7°С.
Давление в кабине лётчика при постоянном наддуве от СКВ поддерживается автоматическим регулятором давления воздуха АРД-57Т, который через выпускной клапан 520Т сбрасывает излишки воздуха из кабины в соответствии с заложенной в АРД программой регулирования. Температура воздуха в кабине поддерживается в диапазоне от плюс 15 до плюс 25 градусов, для чего в системе установлен автоматический (электронный) регулятор температуры АРТ-56-7, управляющий положением заслонки горячего воздуха. Регулятор имеет два режима работы — ручной и автоматический. При ручном регулировании лётчик с помощью нажимного переключателя сам регулирует положением заслонки отбора воздуха, выбирая температуру в кабине по личным ощущениям. В автоматическом режиме лётчик задатчиком температуры устанавливает нужную ему температуру наддува в диапазоне от +15 до +25°С и переводит переключатель в положение «Автомат».
До высоты 2000 м давления наддува в кабине нет, обеспечивается свободная вентиляция кабины с избыточным давлением не более 30 мм рт. ст. С подъёмом на высоту давление в кабине постепенно нарастает до 268 мм рт. ст. При дальнейшем наборе высоты давление в кабине более не растёт и перепад давления остаётся постоянным.
СКВ отсеков.
В отсеки воздух подаётся под давлением 0,075 кг/см² и с температурой минус 20°С, через систему трубопроводов. Часть трубопроводов выполнена телескопическими, для температурной компенсации расширения материала. На самолёте имеется девять охлаждаемых отсеков. Отсек № 1 охлаждается воздухом из кабины. В отсеки № 2, 3, 4, 5, правую часть отсека № 6, в левый отсек № 7, в левый и правый отсеки № 8 и левый и правый отсеки № 6 воздух подаётся из магистрали кондиционирования отсеков. Холодный воздух подаётся непосредственно к патрубкам обдува агрегатов и блоков и после продува выходит в пространство отсека. В результате в отсеках поддерживается температура среды на уровне +35±15 градусов Цельсия. В отсеке № 1 поддерживается давление, как в кабине пилота, в отсеках № 2, № 3 и № 4 абсолютное избыточное давление 41 мм рт. ст., через отсек № 5 избыточное давление сбрасывается в атмосферу.
Система охлаждающей жидкости не работает на дозвуковых скоростях и малых высотах полёта. Она состоит из двух спиртовых баков, каждый ёмкостью по 125 литров и системы трубопроводов. Полная ёмкость системы 260 литров. Спирт подаётся к испарителю СКВ и генераторам. Подача спирта осуществляется выдавливанием его из баков воздухом, отбираемым от компрессора левого двигателя.
Некоторые системы радиооборудования имеют отдельное жидкостное охлаждение:
- радиостанция Р-847 «Призма»
- станция радиоэлектронных помех СПС-141 «Сирень-Ф»

### Вооружение
Перехватчик МиГ-25П является частью комплексной системы перехвата воздушных целей. В состав этой системы входит:
- система наведения «Воздух-1М», которая предназначена для обнаружения воздушных целей, формирования сигналов и команд наведения и передачи этих сигналов по радиоканалу (автоматическая радиолиния «Лазурь-М») на борт самолёта-перехватчика
- самолёт-перехватчик с системой ракетного вооружения
- бортовая система радиоуправления С-А, которая служит для обнаружения и автосопровождения воздушных целей, а также для формирования сигналов и команд, обеспечивающих управления самолётом на этапе бортового наведения и прицельный пуск ракет
- система опознавания государственной принадлежности
- система навигации и посадки «Полёт-1И», частью которой является система автоматического управления полётом САУ-155П; система обеспечивает автоматический маршрутный полёт по семи поворотным точкам маршрута, возврат на аэродром вылета и автоматический заход на посадку.

Комплекс обеспечивает атаку на встречных курсах в диапазоне высот 2500-27000 метров при скоростях цели до 1000 и 3000-3250 км/ч, и атаку по задней полусфере на высотах 800-27000 метров при скоростях цели 800—2300 км/ч, в зависимости от высоты полёта.
Для поражения воздушных целей типа различных самолётов и крылатых ракет класса «воздух-земля» на самолёте МиГ-25П установлена система ракетного вооружения. Боевые средства перехватчика — ракетное оружие в виде четырёх всеракурсных ракет класса «воздух-воздух», типа Р-40. Ракеты подвешиваются на 4 симметрично расположенные подкрыльевые пусковые установки АПУ-84-46. Эти пусковые установки являются технически сложными электромеханическими и газовыми устройствами. Нумерация АПУ, слева-направо, при виде на самолёт сзади.
Ракеты Р-40 изготавливались двух типов: с радиолокационной головкой наведения или с тепловой, в остальном они по конструкции полностью одинаковы. На самолёт подвешивались две ракеты с ТГСН и две с РЛГСН (штатный вариант), или четыре однотипные ракеты с РЛГСН. Пуск ракет был возможен или по одной или серией из двух ракет с интервалом 0,6 сек. Порядок подготовки и пуска ракет всегда одинаков — 2-4-3-1. Других вариантов подвески предусмотрено не было, а иное количество ракет, кроме четырёх, подвешивать — запрещено.
Ракета Р-40 (К-40) — это тяжёлая крылатая ракета класса «воздух-воздух», с твердотопливным двигателем, выполненная по схеме «Утка». Крылья и рули ракеты расположены раздельно во взаимно-перпендикулярных плоскостях. Конструкция ракеты выполнена в виде набора отдельных законченных отсеков. В зависимости от модификации ракеты, в головной части устанавливается или полуактивная радиолокационная ГСН типа ПАРГ-12ВВ или тепловая ГСН. ГСН ракет полностью взаимозаменяемые.
Радиолокационная ГСН состоит из активного пеленгатора — радиоприёмника с поворотной антенной. Управление ракетой методом пропорционального сближения достигается за счёт непрерывного поступления в автопилот ракеты сигнала, пропорционального абсолютной угловой скорости цели. Подсветка цели выполняется бортовой РЛС самолёта-носителя, также ГСН может наводится самостоятельно на источник радиосигнала цели типа включенной бортовой станции РЭБ.
Тепловая ГСН ракеты представляет собой оптико-гироскопическую следящую систему со стабилизацией оптической оси в пространстве. ГСН ракеты непрерывно отслеживает положение антенны РЛС самолёта-носителя, после захвата тепловой энергии цели чувствительным элементом (фотосопротивлением) ГСН переводится в режим самостоятельного слежения за целью. Тепловая ГСН охлаждается газообразным азотом с температурой −160°С.
Для питания бортовой аппаратуры вооружения (блоков связи) и аппаратуры ракет на самолёте МиГ-25П был установлен специальный электромашинный преобразователь ПТО-1000/3000. Этот преобразователь выдаёт переменное однофазное напряжение 120 вольт и трёхфазное напряжение 36 вольт, с рабочей частотой 1000 гц. Преобразователь рассчитан на непрерывную работу в полёте не более 30 мин. Установлен в закабинном отсеке оборудования.
Разведчик-бомбардировщик МиГ-25РБ мог нести бомбовое вооружение в виде свободнопадающих неуправляемых авиабомб, специально разработанных для внешней подвески сверхзвуковых самолётов. МиГ-25 не имел на борту какого-либо визирного (оптического или радиотехнического) прицельного оборудования, поэтому бомбометание осуществлялось только методом счисления пути по площадным целям с заранее известными координатами, для чего на самолёте был установлен модифицированный навигационный комплекс «Пеленг-ДМ», производивший автоматический сброс бомб (информацию о НК «Пеленг» см. ниже).
Максимальная боевая загрузка: четыре тонны — 8 фугасных авиабомб ФАБ-500М-62, но согласно информации из «Руководства по практической аэродинамике МиГ-25РБ», действовало ограничение на максимальную бомбовую нагрузку — не более 2 тонн, и запрет на подкрыльевую подвеску. Бомбометание производилось с высот 20-21 км со скоростью носителя до 2500 км/ч по объектам, удалённым от аэродрома вылета до 560 км.
Для подвески бомб на самолёте было смонтировано 4 многозамковых балочных держателя МБД3-У2 с замками Д3У-1: два вдоль под фюзеляжем и два подкрыльевых. Начиная с самолёта с заводским № 020СТ03 подкрыльевые держатели не монтировались, затем стали устанавливать подкрыльевые держатели типа МБД3-У2ТК и ограничение на крыльевую подвеску грузов было снято. Для самолётов модификации МиГ-25РБШ максимальная подвеска была увеличена до 5 тонн и был добавлен третий фюзеляжный балочный держатель МБД3-У2.
При выполнении ночного фотографирования на самолёт подвешиваются до 8 фотобомб ФОТАБ-100-140.

### Оборудование
В процессе производства самолёт МиГ-25 непрерывно совершенствовался и дорабатывался, бортовое оборудование менялось на более совершенное или под новые задачи. В разделе ниже будет рассматриваться оборудование перехватчика МиГ-25П первых серий выпуска, и там, где это возможно, будет сказано об изменениях в дальнейшей комплектации самолёта.
Для монтажа систем и оборудования в фюзеляже самолёта имеется восемь (нумерация условная) герметичных и теплоизолированных охлаждаемых в полёте технических отсеков, поименованных как отсеки № I, III, IV, V, VI, VII, VIII. Доступ в отсеки осуществляется через гермолюки подхода со съёмными панелями, для доступа в первый отсек носовая часть самолёта целиком откатывается на роликовых каретках по направляющим рельсам.
- В первом отсеке, занимающем пространство от рамы № 1 до носка радиопрозрачного конуса, находится РЛС «Смерч-А»[25]. Блоки станции установлены на трёхуровневой ферме. Помимо РЛС, в отсеке находятся некоторые блоки других самолётных систем и разнообразные датчики, кислородные баллоны для дыхания лётчика и для кислородной подпитки двигателей, панель контрольных разъёмов, снизу смонтированы две фары МПРФ-1А. На самолётах разведывательного варианта в носовом отсеке на специальной платформе смонтировано фотооборудование.
- Подкабинный отсек находится под полом кабины между рамами 1 и 2 и условно разделён на отсеки № III и IV рамой 1Г. В этом отсеке на двухэтажном каркасе в основном размещено различное навигационное и радиолокационное оборудование.
- Закабинный отсек № V расположен за кабиной пилота между рамами 2 и 3 и занимает пространство от верха фюзеляжа до ниши передней стойки шасси. Для удобства отсек разделён пополам негерметичным полом из дюралевого листа, подкреплённого жёсткостями. В отсеке установлено различное оборудование и электронные блоки систем АО, АВ и РЭО.
- Отсек № VI — это два отсека справа и слева от ниши передней стойки. В этих отсеках в основном расположено электрооборудование систем энергоснабжения: слева по постоянному току, справа — по переменному. В левом отсеке установлены аккумуляторные батареи 15СЦС-45А
- отсек VII представляет собой два симметричных объёма в нижних боковых частях воздухозаборников между рамами 5 и 6. В них расположены преобразователи ПТО-1000/1500 с аппаратурой управления. Ещё, только в левом отсеке, смонтирована коробка регулирования напряжений генераторов и преобразователей, блок датчиков ИДО-Д2-М3С и пять датчиков угловых скоростей из к-та САУ-155.
- отсек № VIII состоит из трёх изолированных отсеков в верхней передней части воздухозаборников: парные отсеки между диафрагмами № 26 и 27 справа и слева и отсек только слева между диафрагмами 27-29. В отсеках справа и слева установлена аппаратура двигателей РРД-15Б, соответственно комплект для левого и комплект для правого двигателя.

#### Системы авиационного оборудования
Энергосистема.
Включает систему постоянного тока на 27 вольт и систему переменного тока.
Источники электроэнергии.
На самолёте МиГ-25П с двигателями Р15Б-300 установлено два стартёр-генератора постоянного тока ГСР-СТ-21/120КИС, по одному на коробке приводов каждого двигателя. Генератор в стартерном режиме раскручивает свой двигатель при запуске, в генераторном режиме оба генератора работают параллельно на общую шину, с разницей по току не более 50 ампер. Мощности параллельно работающих генераторов хватает для питания всех систем самолёта, а при отключении (отказе) любого одного генератора полноценное питание систем невозможно, автоматически отключаются мощные потребители, без которых возможно продолжение полёта — это РЛС, аппаратура «Лазурь» и агрегаты вооружения.
Конструктивно генератор ГСР-СТ-21/120КИС представляет собой электрическую машину постоянного тока со смешанным возбуждением и комбинированной испарительной системой охлаждения. При запуске двигателя генератор работает в режиме электромотора, при этом пускорегулирующая аппаратура установлена на аэродромном спецавтомобиле АПА-100, который подключается при запуске двигателей к борту самолёта через отдельный разъём аэродромного питания ШРА-800-10ВК (2 шт. раздельно для каждого двигателя, между шп. 6-6А снизу по оси симметрии самолёта). При этом аэродромный агрегат питания АПА-100 обеспечивает ток не менее 1200 ампер в течение цикла запуска 40 сек, при этом напряжение на клеммах генератора в процессе раскрутки меняется от нуля до 100 вольт.
В генераторном режиме генератор отдаёт в сеть напряжение 28,5 вольт при токе нагрузки до 420 ампер. Постоянство напряжения генератора обеспечивается в диапазоне оборотов ротора 3200÷9000 об/мин, что соответствует от 35 % до 100 % оборотов двигателя.
Охлаждение генератора: на земле самовентиляция, в полёте — от скоростного напора воздуха, забираемого из коллектора воздухозаборника двигателя. Для повышения эффективности охлаждения в поток воздуха впрыскивается спиртовой хладагент.
В качестве резервного источника электроэнергии постоянного тока используются две параллельно включенные серебряно-цинковые аккумуляторные батареи 15СЦС-45А общей ёмкостью 90 А·ч, которых в случае отказа генераторов хватает на 15 минут полёта.
Для наземного питания бортовой сети самолёта предусмотрен стандартный бортовой разъём питания ШРАП-500К, снизу на левом воздухозаборнике.
Энергосистема переменного тока состоит из двух генераторов переменного тока нестабильной частоты типа ГО8Ш5, мощностью по 8 квА каждый, по одному на двигателе. Каждый генератор смонтирован на коробке приводов. Для питания переменным током стабильной частоты используются два стандартных преобразователя ПТО-1000-1500, выдающие в сеть однофазный переменный ток напряжением 115 вольт и трёхфазный переменный ток 36 вольт, стандартной частотой 400 гц. Сеть переменного тока построена так, что каждый генератор и каждый преобразователь питает свою группу потребителей. Для наземного питания сети нестабильной частоты в нижней плоскости левого в/заборника установлен разъём аэродромного питания ШРА-200ЛК.
Генератор ГО8Ш5 — это четырнадцатиполюсная синхронная электромашина переменного тока с независимым возбуждением от сети самолёта. Линейное напряжение на клеммах генератора — 120 вольт, диапазон изменения частоты от 380 до 1050 гц, при скорости вращения якоря от 3250 до 9000 об/мин. Долговременная мощность — 8 кВт, при токе нагрузки до 66,7 ампера. Охлаждение генератора — комбинированное, путём продува воздухом, забираемом из каналов двигателей, до скорости полёта М менее 1,5. При скоростях более 1,5 охлаждение осуществляется путём впрыска водноспиртовой смеси и её испарения в рабочих объёмах генератора без подачи воздуха.
Комбинированный однофазно-трёхфазный преобразователь ПТО-1000/1500 — это электромашинный агрегат с двойным преобразованием энергии. На общем валу смонтирован электромотор постоянного тока, однофазный синхронный генератор на 115 вольт мощностью 1,5 кВт и трёхфазный синхронный генератор на 36 вольт мощностью 1 кВт. Преобразователь работает совместно со своей аппаратурой управление. Охлаждение преобразователя — воздушное, от системы кондиционирования самолёта.
На самолёте-разведчике с двигателями Р15БД-300 система электроснабжения принципиально другая: на каждом двигателе установлен генератор постоянного тока ГСР-12КИС и привод постоянных оборотов ППО-20, обеспечивающий стабильность оборотов генератора переменного тока СГК-11/1,5КИС. Оба типа генераторов имеют комбинированную систему охлаждения: До М менее 1,5 они продуваются забортным воздухом, а при достижении числа М равного или более 1,5 продув генераторов воздухом перекрывается и на охлаждение подаётся охлаждённая спирто-водная смесь.
Бортовая сеть выполнена проводами разных сечений, марок БПВЛ, БПВЛЭ, ПТЛ-250, МГШВ. Каждый провод снабжён маркировочной биркой, на которой указаны: порядковый номер агрегата, входящего в группу; группу агрегатов оборудования; порядковый номер электрической линии; адрес провода.
Светотехническое оборудование состоит из освещения кабины лётчика, аэронавигационных огней, посадочно-рулёжных фар, системы сигнализации опасных режимов СОРЦ-1 и группы сигнальных табло типа Т-10У2 с различными светофильтрами (красные, жёлтые, зелёные).
Освещение кабины и подсвет приборов в кабине — красного цвета, с плавной регулировкой яркости. Питание ламп подсвета осуществляется через трансформаторы от сети 115 вольт.
Посадочно-рулёжные фары МПРФ-1А выдвижные, имеют по две нити накала, малой и большой мощности.
Аэронавигационные огни: на законцовках плоскостей БАНО-64 красный (левый) и зелёный (правый) и хвостовой белый огонь ХС-39. БАНО подключены через блок ГИЦ-1, который обеспечивает проблесковый режим.
Приборное оборудование самолёта МиГ-25П состоит из:
- Пилотажно-навигационных систем и приборов
- Приборов контроля работы двигателей
- Приборов контроля работы отдельных агрегатов и систем самолёта

Для упрощения контроля показаний на шкалах некоторых приборов нанесены цветные зоны, которые обозначают:
- голубой цвет — работа без ограничений
- жёлтый цвет — внимание, но работа допускается
- красный цвет — работа на этом режиме запрещена

Все аварийные рычаги, тумблеры и кнопки имеют красную окраску.
К пилотажно-навигационным системам и приборам относятся:
- комплексная система навигации и посадки «Полёт-1И»
- дублирующие пилотажные приборы

В состав системы «Полёт-1И» входят:
- система автоматического управления САУ-155П
- система курса и вертикали (сдвоенный комплект) СКВ-2Н-2
- система воздушных сигналов СВС-ПН-5
- система ближней навигации и посадки «Ромб-1К»
- автомат регулирования управления АРУ-9
- приборы контроля системы «Полёт-1И»
- дублирующие пилотажные приборы

Система «Полёт-1И» предназначена для:
- определения положения самолёта в пространстве в вертикальной и горизонтальной плоскостях
- определения параметров движения самолёта
- обеспечение пилотирования самолёта по маршруту
- обеспечение возврата самолёта на аэродром посадки
- обеспечение выхода самолёта на предпосадочный манёвр и заход на посадку до высоты 40-50 метров

Пилотирование возможно в автоматическом, полуавтоматическом (директорном) и ручном режимах. На режимах взлёта, дальнего наведения и самонаведения система «Полёт-1И» не участвует (кроме САУ), хотя все входящие в неё системы включены и используются лётчиком в той или иной мере.
Система автоматического управления полётом САУ-155П служит для улучшения характеристик устойчивости и управляемости самолёта и автоматизации управления самолётом, что повышает работоспособность лётчика и снижает его утомляемость, повышает безопасность полёта и снижает погодные ограничения применения самолёта.
В комплексе с радиотехническими и навигационными системами САУ решает следующие задачи:
- автоматическое управление самолётом на внешних режимах маршрутного полёта по заданной траектории, наземного наведения с программированным набором высоты, самонаведение (на цель) и выход из атаки, возврат на аэродром вылета, заход на посадку и повторный заход на посадку;
- полуавтоматическое управление на всех указанных выше режимах по сигналам, выдаваемым на командные стрелки прибора КПП
- автономное (ручное) управление от ручки управления самолётом РУС и автоматическая стабилизация угловых положений самолёта, высоты и курса при брошенной ручке управления
- демпфирование собственных короткопериодических колебаний самолёта на всех режимах полёта
- вычисление допустимых вертикальных перегрузок для всех режимов полёта
- ограничение вертикальных перегрузок и углов атаки во всех режимах полёта
- автоматическое приведение самолёта в горизонтальный полёт по углам крена и тангажа из любого пространственного положения — при нажатии лётчиком кнопки-лампы «Включ. режима приведен».

Связь САУ с системой управления самолётом осуществляется через рулевые агрегаты РАУ-107А, бустеры и механизмы триммирования. Также САУ имеет связи со следующим оборудованием самолёта:
- системой воздушных сигналов СВС-ПН-5
- системой курсовертикали СКВ-2Н-2
- системой ближней навигации и посадки «Ромб-1К»
- бортовой РЛС «Смерч-А»
- системой наведения АЛ-М
- радиокомпасом АРК-10М
- автоматом регулирования управления АРУ-9
- топливомером-расходомером ТРВ1-3А
- контактным устройством в РУС МП-1
- аппаратурой речевой информации РИ-65Б
- датчиками угла атаки ДУА-В
- датчиком перегрузки ДПЛ-7
- датчиком углов скольжения ДУС-В
- механизмами триммерного эффекта крена и тангажа МП-100М
- индикатором перегрузок ИП-155
- М-реле МР-1,5
- гидроцилиндром на бустерах продольного канала БУ-170
- реле давления в гидросистемах С-120

В комплект системы САУ-155 входят блоки управления, блоки связи, пульты, датчики и проч. Большая часть к-та САУ смонтирована в третьем техническом отсеке. Исполнительными механизмами системы служат рулевые агрегаты управления типа «раздвижная тяга» РАУ-107А, по курсу, по крену и по тангажу.
Система воздушных сигналов СВС-ПН-5 предназначена для измерения статического и динамического давлений, и непрерывного решения и выдачи пилотажно-навигационных параметров лётчику (на указатели) и потребителям (в САУ, самолётный ответчик, систему «Ромб-1К»). СВС вычисляет:
- истинную воздушную скорость в пределах от 400 до 3500 км/ч
- приборную скорость от 150 до 1300 км/ч
- абсолютную барометрическую высоту в пределах от минус 500 до 30000 метров
- относительную барометрическую высоту в пределах от 0 до 30000 метров
- число М от 0 до 3,0

Все анероидно-мембранные приборы и устройства подключены к магистрали систем статического и полного давлений приёмников воздушного давления типа ПВД-7. Всего ПВД на самолёте два: основной установлен на штанге в носовой части фюзеляжа, резервный (аварийный) — справа вверху на фюзеляже перед кабиной лётчика.
Система курса и вертикали СКВ-2Н-2 — предназначена для определения углов крена, тангажа и ортодромического курса самолёта. В к-т системы входят две курсовертикали КВ-2Н и два блока усилителей изд. 1593. В основу работы системы положен принцип непрерывного снятия сигналов крена, тангажа и курса с гироскопического датчика — невыбиваемой двухгироскопной курсовертикали. Основным режимом работы курсового гироскопа является режим гирополукомпаса ГПК. Уход гироскопа в полёте (дрейф) не превышает 1,5 град/час, поэтому при продолжительности полёта менее полутора часов никакой коррекции гироскопа не требуется.
Основные пилотажно-навигационные приборы в кабине лётчика — это навигационно-пилотажный прибор НПП и командно-пилотажный прибор КПП.
Система АРУ-9 предназначена для изменения передаточных отношений в проводке управления стабилизатором и в канале загрузки ручки управления в продольном канале. Также с помощью этой системы производится автоматическая коррекция передаточных чисел по угловой скорости самолёта, обеспечивающих в системе САУ-155 заданное значение демпфирования по высоте и скоростному напору. По исполнению система АРУ-9 — это двухканальная потенциометрически-следящая система релейного типа.
Топливомер-расходомер весовой ТРВ1-3А (или ТР1-3Б) предназначен для:
- измерения запаса топлива в топливных баках № 1,2,3,4,5 и остатка топлива в баках 1,2,3,4,5,6 крыльевых и подвесном баке.
- выдаче сигнала о запасе топлива в САУ, РИ-65, «Полёт-1И»
- выдачи сигналов на электромагнитные клапаны отсечки подачи азота (воздуха) в баки в конце выработки из них топлива и световая сигнализация окончания выработки побаково и по группам
- сигнализации аварийного остатка топлива 1600 кг и 1200 кг (на перехватчике)[27]
- контроля централизованной заправки

ТРВ1-3А конструктивно состоит из расходомера, измеряющего мгновенный расход топлива в основной топливной магистрали и ёмкостного топливомера, измеряющего вес топлива побаково. Шкала прибора УТРЗ-1 в кабине самолёта разградуирована от 0 до 20500 кг, с ценой деления 500 кг. Для правильности изменений имеется кремальера «СТ» ввода сорта топлива: «Т-1» и «Т-6». Расчетная плотность топлива 0,8 г/см³, которая контролируется установленным в топливной системе ёмкостным датчиком-плотномером. Если плотность топлива отличается от расчётной (больше или меньше), в показания расходомера через каждые 539 литров расхода вносится автоматическая поправка на погрешность.
Аппаратура регистрации параметров полёта К9-51Б регистрирует 8 функциональных параметров и 6 разовых команд. Самописец СРП-9 фиксирует параметры на черно-белую неперфорированную фотоплёнку шириной 35 мм. Запас фотоплёнки (ТИП-20) в кассете 14±1 м, при скорости протяжки плёнки 6,8 мм/сек и 2,7 мм/сек. Аварийный контейнер с плёнкой обеспечивает сохранность записи при ударе с перегрузкой 200 G и воздействии температуры до 1000°С в течение 10 мин. Для теплозащиты в корпус контейнера заливается дистиллированная вода в объёме 300 мл. На более поздних сериях самолётов аппаратура полётной регистрации была заменена на более совершенную типа «Тестер-У3».
Кислородное оборудование и высотное снаряжение лётчика.

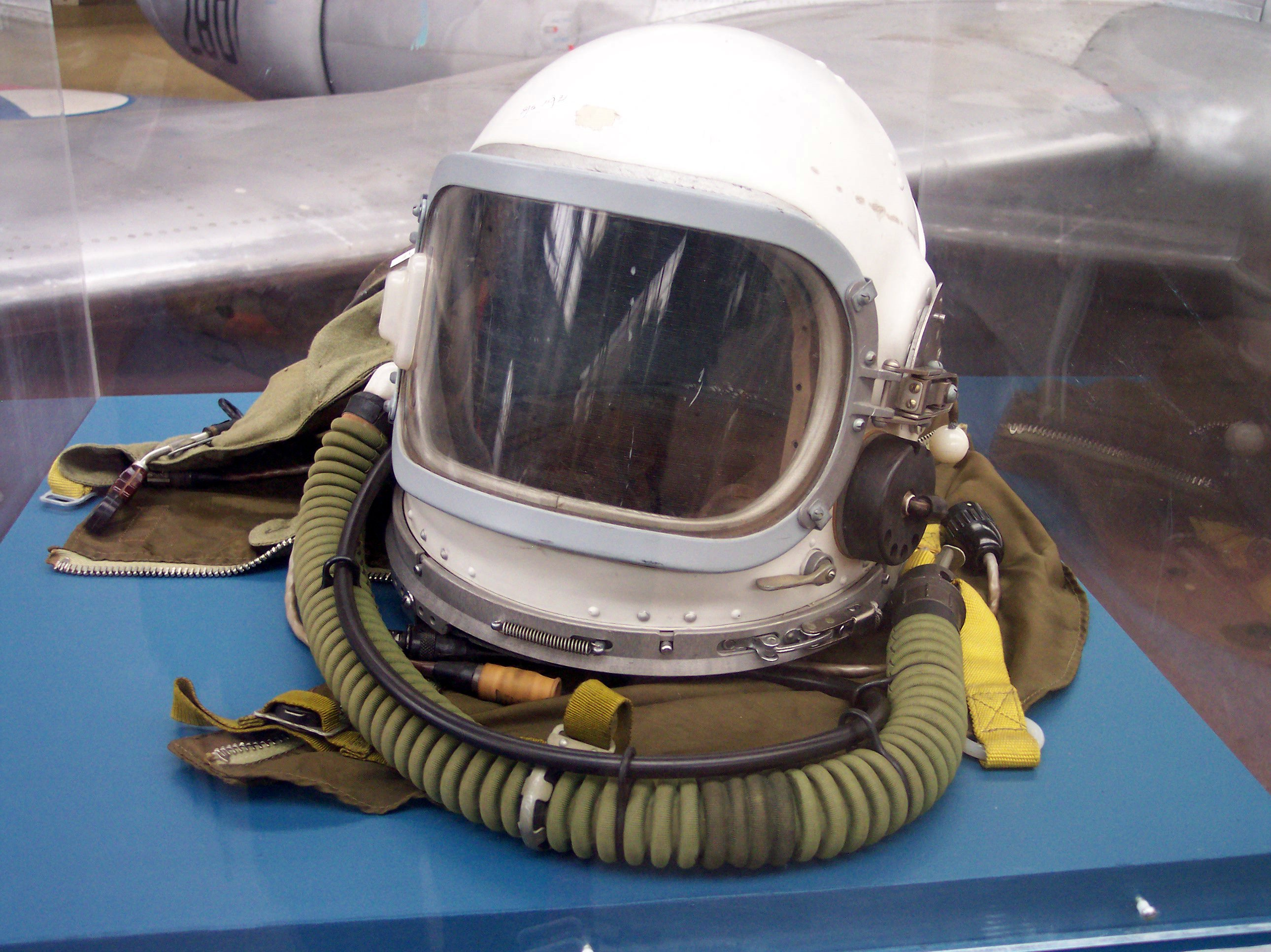
Гермошлем лётчика ГШ-6

Для обеспечения жизнедеятельности лётчика на самолёте МиГ-25 установлен стандартизированный комплект кислородного оборудования ККО-5, рассчитанный на экипировку пилота в высотно-компенсирующий костюм ВКК-6, вентилируемый костюм ВК-3 и гермошлем ГШ-6. Разрешается выполнять определённые РЛЭ полёты без ВКК, используя защитный шлем ЗШ-3 с кислородной маской КМ-32. Запас газообразного кислорода под давлением 150 кг/см³ находится в 4-х шарообразных баллонах общей ёмкостью 16 литров, смонтированных в 1-м техническом отсеке. Для подсоединения лётчика к самолётным системам на катапультируемом кресле установлен объединённый разъем коммуникаций ОРК-11.

#### Радиоэлектронное оборудования
На самолёте-перехватчике первоначально было смонтировано следующее РЭО:
- радиосвязное оборудование:
  - связная радиостанция «Эвкалипт-СМ» (Р-832М)
  - связная коротковолновая радиостанция «Призма-ПРМ» (Р-847РМ-А)
  - переносная аварийная радиостанция Р-855УМ
- радионавигационное оборудование:
  - средневолновый автоматический радиокомпас АРК-10
  - радиовысотомер малых высот РВ-4 «Бирюза»
  - маркерный радиоприёмник МРП-56П
  - самолётный ответчик СО-63Б
  - аппаратура ближней радионавигации РСБН-6С
- станции наведения и прицеливания:
  - командная радиолиния системы «Воздух-1М» — аппаратура АРЛ-СМ («Лазурь-М»)
  - аппаратура радиоуправления «Смерч-А» («Смерч-А2»)
- аппаратура информирования лётчика и оператора наземного командного пункта:
  - речевой информатор РИ-65Б
- станция государственного опознавания:
  - самолётный радиолокационный ответчик СРО-2
- антенно-фидерная система «Пион-8П»

Радиолокационная аппаратура перехватчика разрабатывалась в ОКБ-339 по теме «Ураган» (Ураган-5Б-80), далее тема развилась в «Смерч», гл. конструктор — Ф. Ф. Волков. РЛС комплекса перехвата Ту-28-80 (перехватчик Ту-128) именовалась как «Смерч-100», затем она была адаптирована для МиГ-25П и получила шифр «Смерч-А» (далее «Смерч-А2»).
В дальнейшем МиГ-25 постепенно модернизировался, устанавливалась более новая и совершенная аппаратура. После угона самолёта в Японию вышло постановление Правительства СССР от 4 ноября 1976 года, в соответствии с которым для МиГ-25 была подготовлена программа глубокой модернизации, соответствии с который заменили бортовую аппаратуру наведения и целеуказания, запросчик-ответчик, командную и связную радиостанции, радиокомпас, радиовысотомер, и проч. В частности, дальнейшая плановая модернизация РЛС «Смерч» разработчиком была прекращена и была разработана новая бортовая РЛС «Сапфир-25».
Перехватчик стал называться МиГ-25ПД. Новые самолёты с таким оборудованием не строились, а переоборудовались в процессе ремонта на ремзаводах, получив название — МиГ-25ПДС. На доработанные самолёты, в частности, устанавливались следующие изделия:
- навигационная система «Пеленг-Д (ДР, ДМ)»; затем «Пеленг-2»;
- установлен теплопеленгатор 26Ш-1;
- установлен радиовысотомер больших высот РВ-18, затем РВ-19;
- установлена СПО «Сирена-3М» или Л006 «Берёза»;
- радионавигационная система РСБН-6С «Коралл» заменена на РСБН-10;
- ответчик СО-63Б заменён на СО-69;
- система опознавания изд. 020 заменена на «Пароль»
- установлен речевой самописец МС-61
- и др. доработки

#### Командная радиолиния «Лазурь»
КРУ «Лазурь» («Лазурь-М») — это часть автоматизированной системы управления войсками соединения ПВО «Воздух-1», первой в СССР системе подобного рода (на эту тему требуется отдельная статья).
Самолёты-истребители, ввиду скромных возможностей аппаратуры, в первую очередь бортовой РЛС, обладали низкими возможностями к самостоятельному поиску воздушной цели. То есть требовалось внешнее целеуказание и наведение.
Система «Воздух-1» была принята к разработке в московском НИИ-5, в соответствии с секретным Постановлением Совета Министров СССР № 816-489сс от 27.04.1955 года. 4.04.1957 года система «Воздух-1» была принята на вооружение. Главный конструктор — А. Л. Лившиц. Первым самолётом, который был оборудован аппаратурой внешнего наведения, стал Су-9.
В соответствии с ПСМ СССР № 1179—509 от 30.12.1961 г. был создан подвижный вариант системы «Воздух-1П». В дальнейшем система «Воздух» несколько раз модернизировалась.
В сильно упрощённом виде: система «Воздух» представляла собой сеть наземных РЛС РТВ, данные от которых непрерывно шли в центр наведения, обрабатывались и передавались на борт самолёта. Система включала:
- аппаратуру съема и передачи данных о воздушной обстановке — АСПД «Паутина»
- аппаратуру приборного наведения истребителей — АПН «Каскад»
- аппаратуру командной радиолинии управления — КРУ «Лазурь»,
- средства телефонной и внутренней громкоговорящей связи «Ключ».

Радиолиния «Лазурь» состояла из наземного комплекта оборудования, смонтированного на пункте наведения (ПН) авиационного полка и самолётного комплекта. Пункт наведения (ПН) получал информацию с командного пункта (КП) авиационного полка, а тот, в свою очередь — с КП соединения ПВО.
Для работы радиолинии используется диапазон 100÷150 МГц. Радиопередающие устройства излучают две жёстко связанные между собой частоты с фиксированной разностью. Величина этой разности (разнос частот) используется в качестве специфического параметра подстройки радиолинии. Обе несущие частоты синфазно модулируются по амплитуде тональными частотами сигналов канала управления.
В пределах рабочего диапазона радиолинии можно использовать 118 фиксированных волн. На каждой фиксированной волне можно использовать 8 высокочастотных каналов. По каждому каналу можно одновременно наводить до трёх групп истребителей. Дальность действия радиолинии «Лазурь» при рабочей высоте самолёта-перехватчика — 10 км составляет 350 км.
Радиолиния «Лазурь» может выдавать:
- 128 команд курса в пределах 0 — 360°, с погрешностью ± 6°;
- 126 команд высоты в пределах 500 — 30000 м с погрешностью ± 300 м;
- 32 команды скорости в пределах 500—2400 км/ч с погрешностью ± 70 км/ч;
- 3 команды разворота: «левый», «прямо», «правый»;
- 3 команды целеуказания: «слева», «прямо», «справа»;
- 4 команды дальности до цели: «20 км», «10 км», «5 км», «Отбой»;
- 1 команда «Накал»;
- 1 команда «Конец наведения»;
- 20 команд «Номер волны»;
- 8 команд «Номер разноса»;
- 3 команды «Номер шифра».

#### Разведывательная аппаратура
На разведчиках использовались 5 стандартных вариантов разведывательной аппаратуры, из которых 1-й, 2-й и 3-й были взаимозаменяемы, варианты № 4 и № 5 были не заменяемы.
- вариант № 1 обзорной дневной фоторазведки и общей радиотехнической разведки: аэрофотоаппарат А-70М, топографический аэрофотоаппарат А-Е/10, станция радиотехнической разведки СРС-9 «Вираж»
- вариант № 2 детальной дневной фоторазведки и общей радиотехнической разведки: два аэрофотоаппарата А-72, топографический аэрофотоаппарат А-Е/10, станция радиотехнической разведки «Вираж»
- вариант № 3 ночной фоторазведки и общей радиотехнической разведки: два аэрофотоаппарата НА-75 и до 8 авиабомб ФОТАБ-100-140, станция «Вираж»
- вариант № 4 детальной радиотехнической разведки: станция «Куб-3М»
- вариант № 5 радиолокационная разведка, РЛС бокового обзора «Сабля».

В дальнейшем станция СРС-9 «Вираж» по доработке была заменена на более современную СРС-13 «Тангаж», а РЛС БО «Сабля» на аналогичную по назначению станцию «Шомпол». Станция РТР «Куб-3» заменялась на станцию РТР «Шар-25».

#### Аппаратура РЭБ
Ряд самолётов получил станции помех СПС-141÷СПС-143 «Сирень» в различных вариантах.
Ближе к концу эксплуатации партия перехватчиков получила противорадиолокационную ракету Х-58У с аппаратурой целеуказания «Сыч-М», станцию ответно-шумовых помех СПС-135 «Лютик» и станцию активных помех групповой защиты «Сирень-1Д-ОЖ» (СПС-151ОЖ).

## Модификации и модернизации
| Название модели                   | Краткие характеристики, отличия. |
| --------------------------------- | --- |
| МиГ-25БМ                          | Самолёт прорыва ПВО. Всего было выпущено менее 40 единиц (1983 год). Основное вооружение — 4 ракеты Х-58 с пассивной радиолокационной головкой четырёх поддиапазонов и станция обнаружения целей «Сыч-М». Мог нести ракеты с ЯБЧ малой мощности. После нанесения удара по РЛС противника из стратосферы, обеспечивались условия действий других родов авиации на оперативную глубину (до 500 км от линии фронта). После распада СССР были уничтожены на авиабазе «Барановичи» в Белоруссии (в 1993?). |
| МиГ-25М (Е-155М)                  | Опытный вариант с новыми двигателями «Р15БФ2-300» тягой по 13 500 кгс, отличающимися лучшей экономичностью. Модернизация должна была повысить высотные и скоростные характеристики перехватчика, поднять скороподъёмность, рубежи перехвата, дальность и продолжительность полёта (1974 год). Серийно не выпускался. |
| МиГ-25МП (Е-155МП) («изделие 83») | Модифицированный истребитель-перехватчик с новыми двигателями «Д-30Ф6», БРЛС «Заслон», новой системой вооружения. Серийно не строился, послужил прототипом МиГ-31 (1975 год). |
| МиГ-25МР                          | Разведчик погоды. Предназначался для метеорологических наблюдений и отличался спецоборудованием и отсутствием фотоаппаратов и станций «СРС-4». По типу МиГ-25МР переоборудовались ранее выпущенные самолёты МиГ-25РБ. |
| МиГ-25П («изделие 84»)            | Базовая модель. Первый полёт прототипа Е-155П состоялся в 1964 году. С двигателями «Р15Б-300» с тягой 2 × 11200 кгс. (1969 год). |
| МиГ-25ПД («изделие 84Д»)          | Истребитель-перехватчик. Установлен радиолокатор «Сапфир-25» с вычислителем АВМ-25, способный обнаруживать цели с ЭПР более 10 м² на расстоянии 100 км, автоматически сопровождать их на дальности 75 км, сопровождать «на проходе» до 6 целей с углом обзора в горизонтальной плоскости ±56 градусов и в вертикальной плоскости 6 градусов, имеющий улучшенные возможности для обнаружения целей на фоне земли. Под носовой частью фюзеляжа установлен теплопеленгатор 26Ш-1. Увеличилась дальность пуска модернизированных в 1975 году ракет «воздух-воздух», получивших обозначения Р-40РД и Р-40ТД. Так же в состав вооружения включены ракеты малого радиуса действия Р-60 (позднее Р-60М), которые в количестве 4 штук можно подвешивать под внешние пилоны вместо 2 ракет Р-40ТД с помощью специальных сдвоенных направляющих. Нормальная взлётная масса увеличилась до 34920 кг, а максимальная — до 36720 кг. На новом самолёте можно было подвесить ПТБ ёмкостью 5300 л. Дальность полёта со сверхзвуковой скоростью (М=2,35), без ПТБ, с 4 Р-40 составляла 1250 км; с дозвуковой скоростью — 1730 км. С использованием ПТБ дальность возрастала до 2400 км. Самолёт достигал высоты 19000 м за 6,6 минуты, а его практический потолок составлял 20 200 метров. Истребители МиГ-25ПД внешне отличались удлинённой носовой частью, закрывающей аппаратуру БРЛС. Новый самолёт получил модернизированные двигатели «Р15БД-300» с ресурсом, увеличенным до 1000 ч, обеспечивающие привод более мощных генераторов трёхфазного тока. Серийно выпускались в Горьком. (1978 год). |
| МиГ-25ПДС                         | Модифицированный истребитель-перехватчик с заменой БРЛС «Смерч» (РП-25) на «Сапфир-25» (С-25), двигателя «Р15Б-300» на «Р15БД-300», части другого оборудования, а также обеспечения применения ракет Р-40ДР/ДТ и Р-60. По типу МиГ-25ПДС дорабатывались ранее выпущенные самолёты МиГ-25П. (1978 год). |
| МиГ-25ПДСЛ                        | Модифицированный истребитель-перехватчик, оснащённый станцией предупреждения об облучении «Берёза-ЛМ», станцией активных помех «Гардения-1ФУ» (в подвесном контейнере) и устройствами отстрела пассивных помех. По типу МиГ-25ПДСЛ дорабатывался ранее выпущенный самолёт МиГ-25ПДС. Серийно модификация не выпускалась. (1977 год). |
| МиГ-25ПУ                          | Учебно-боевой вариант. Несколько машин привлекались для космической программы «Буран». Рекордный вариант обозначался Е-133. (1972 год). |
| МиГ-25Р (Е-155Р) («изделие 02»)   | Высотный разведчик. Предназначался для проведения оптической, радиотехнической и радиолокационной разведки с больших высот. Состав фотооборудования — четыре А-70М и один топографический А-Е/10. В килях размещались дополнительные топливные баки. Позже все разведчики были доработаны под бомбовое вооружение. (1964 год). |
| МиГ-25РБ («изделие 02Б»)          | Одноместный всевысотный самолёт оперативной разведки и бомбардировщик. Фотоаппаратура по типу МиГ-25Р, станция радиотехнической разведки СРС-4А. Максимальная масса бомбовой нагрузки — 4000 кг (4-8 ФОТАБ-100-80, 8 ФАБ-500М-62). Для автоматического бомбометания по заданным координатам использовалась навигационная система «Пеленг-Д» (на последующих модификациях — «Пеленг-ДМ»). Носитель ядерного оружия. Строились серийно два года. В 1972 году четыре машины испытывались в реальных боевых условиях арабо-израильского конфликта. (1970 год). |
| МиГ-25РБВ                         | Одноместный всевысотный самолёт оперативной разведки — бомбардировщик с более эффективной станции общей радиотехнической разведки «СРС-9» вместо станций «СРС-4А/Б». Вооружение аналогично МиГ-25РБ. Восемь самолётов этого типа было оснащено аппаратурой «Высота» с контейнером радиационной разведки ФУКА (фильтровальная установка) для слежения за ядерными испытаниями. По типу МиГ-25РБВ дорабатывались ранее выпущенные самолёты МиГ-25РБ, строились серийно в 1973—1979 годах. (1970 год). |
| МиГ-25РБН                         | Ночной фоторазведчик с аэрофотоаппаратами НАФА-75, станцией «Вираж» и фотоосветительными бомбами ФОТАБ-100-140 под крылом. По типу МиГ-25РБН переоборудовались ранее выпущенные самолёты МиГ-25РБ. (1972 год). |
| МиГ-25РБС                         | Вариант МиГ-25РБ с РЛС бокового обзора «Сабля» (1970 год). |
| МиГ-25РБТ («изделие 02Т»)         | Самолёт радиотехнической разведки с установленной более надёжной и лёгкой станцией общей радиотехнической разведки «Тангаж» вместо станции РТ-разведки «Вираж». Сохранял ограниченные ударные возможности. Носовая обшивка — из диэлектрика, с установленным справа радаром бокового обзора с радиусом действия более 200 км. Развитие модели МиГ-25РБ. (1979 год). |
| МиГ-25РБШ                         | Модификация МиГ-25РБС с заменой станции радиолокационной разведки на более эффективную «Шомпол» |
| МиГ-25РД («изделие 99»)           | Опытный вариант разведчика-бомбардировщика МиГ-25РБ с принципиально новыми двухконтурными турбореактивными двигателями «Д-30Ф-6». Серийно не выпускался. (1976 год). |
| МиГ-25РУ («изделие 39»)           | Двухместный учебно-тренировочный вариант. (1970 год). |
| МиГ-25 административный           | Проект сверхзвукового пассажирского самолёта для перевозки 5-7 человек или груза весом 700—1000 кг со скоростью до 2500 км/ч на расстояние до 3500 км. По сравнению с военным вариантом, увеличен размах и площадь крыла, длина и объём фюзеляжа, планировалась максимальная унификация в производстве. Проект разрабатывался в 1963-65 гг., развития не получил. |

## Производство[36]
Серийное производство самолёта было организовано на заводе № 21, с 1.01.1967 года переименован в «Горьковский авиазавод им. С. Орджоникидзе» (ГАЗ, «п/я 200», с 1970 года завод имел условное наименование — предприятие «п/я Р-6719»). Почтовый адрес завода (в 1987 г): почт. инд. 603035, г. Горький, М-35. ул. Чаадаева, «Сокол».
Для сопровождения серийного производства и авторского надзора на серийном заводе № 21 был создан филиал ОКБ-155. Руководитель филиала — заместитель гл. конструктора П. Е. Сыровой.
Опытное производство агрегатов планера и его сборка была выполнена на Дубнинском машиностроительном заводе (предприятие «п/я Р-6498», основная продукция завода — крылатые ракеты воздушного старта). В дальнейшем на этом заводе изготавливали агрегаты фюзеляжа, крыло, оперение, пилоны, носовой обтекатель для сборочного производства МиГ-25 в Горьком.
Первые построенные серийные самолёты в 1966 году: МиГ-25П — 2 шт., МиГ-25Р — 1 шт.
Темп производства: МиГ-25П — 40 шт, МиГ-25РБ — 35 шт. в год (по отчётным данным завода за 1974 год). В период 1981-85 гг было построено 288 МиГ-25 всех модификаций.
Цена завода-изготовителя за один МиГ-25 в 1970 году — около 3 млн руб.
Всего за годы производства 1966-85 гг было построено 1119 МиГ-25 различных модификаций.

### Некоторые разработчики и поставщики комплектующих для производства МиГ-25
- Дубнинский машиностроительный завод («п/я Р-6498»). Предприятие-поставщик агрегатов планера.
- Государственный опытный завод № 300 (ММЗ «Союз» п/я 2480) — головной разработчик двигателя Р15Б-300.
- Куйбышевский моторостроительный завод им. М. В. Фрунзе (п/я А-7495). Серийное производство двигателя Р15Б-300.
- ОКБ-315-33 (Московское агрегатное КБ «Темп», п/я А-3251). Разработчик топливной аппаратуры двигателей МиГ-25, создана электронная система регулирования расхода топлива.
- ГС завод № 315 «Знамя революции» (предприятие А-1512) — изготовитель топливной аппаратуры двигателя Р15Б-300.
- Саратовское КБ «Электроприбор» — разработчик электронного регулятора для газотурбинного двигателя РРД-15БМ
- ГС завод № 467 («Машиностроительный завод им. С. И. Кадышева», «Павловский механический завод им. С. И. Кадышева», п/я А-3330). Завод-изготовитель бустеров системы управления для МиГ-25: БУ-170, БУ-190, МРК-20.
- Завод № 27 (Московский машиностроительный завод «Рассвет», п/я В-2293). Изготовитель агрегатов системы управления полётом МиГ-25.
- Кировский машиностроительный завод «Маяк» (завод № 32) — предприятие-изготовитель кресла лётчика КМ −1М.

Авиационное оборудование:
- Завод № 273 (завод «Техприбор», предприятие А-777) — разработка и производство аппаратуры измерения и расхода топлива (топливомер и расходомер).
- Ульяновский приборостроительный завод им. 60-летия СССР. Изготовитель системы воздушных сигналов СВС-ПН, барометрических приборов.
- Сарапульский электрогенераторный завод (Завод № 284). Поставщик агрегатов бортового электроснабжения МиГ-25.
- Московский агрегатный завод (МАЗ) «Дзержинец» (Завод № 476). Завод-изготовитель бортового электрооборудования для МиГ-25.
- ОКБ-21 (Киевское КБ контрольных приборов, предприятие А-7240). Разработчик бортовых средств регистрации полетной информации и средств дешифровки для самолётов фронтовой авиации, в т.ч и для МиГ-25.
- ОКБ-470 (Ленинградское КБ «Электроавтоматика», ЛНПО ЭА). Разработчик БЦВМ серии «Орбита».
- Опытный завод при Ордена Октябрьской Революции НИИ-336 (п/я 2980), г. Зеленоград. Серийное производство БЦВМ «Орбита-10».

Радиоэлектронное оборудование:
- ОКБ-339. Разработчик РЛС «Смерч-А, -А2» для МиГ-25П, «Сапфир-25» для МиГ-25ПД.
- ЦКБ-17. Разработчик РЛС бокового обзора «Сабля» (изд. «122») для МиГ-25РБС (1971 год), «Шомпол» для МиГ-25РБШ (1981 год).
- Центральный научно-исследовательский радиотехнический институт им. академика А. И. Берга — разработчик станций РЭБ «Сирень».
- ОКБ-281 — разработчик станции автоматической радиотехнической разведки СРС-6, −7, −9, −13 для самолёта МиГ-25РБ.
- Казанский НИИ радиоэлектроники (ОКБ-294). Разработчик систем госопознавания «Кремний», «Пароль».
- ОКБ-379 (Уральское проектно-конструкторское бюро «Деталь», п/я В-2654). Разработчик радиовысотомера РВ-4
- Омское ОКБ-373 (ЦКБ автоматики Минрадиопрома, п/я В-2965). Разработчик станции СПО-15 «Береза», аппаратуры пеленгации и целеуказания «Сыч», автоматизированной аппаратуры предстартового контроля АСК-7 для ракеты Х-58.
- Омский завод «Автоматика», п/я М-5767. Изготовитель самолётных станций предупреждения об облучении СПО-15.

Вооружение:
- ОКБ-4 (КБ-«Молния») — создание ракетного комплекса дальнего перехвата К-40, разработка и сопровождение ракет: Р-40Р (принятие на вооружение в 1970 г.), Р-40РД (принятие на вооружение в 1977 г.), Р-40Т (пнв в 1970 г.), Р-40ТД (пнв в 1977 г.), Р-40Д (пнв в 1980 г.), Р-40ТДИ (пнв в 1980 г.)
- ГС завод № 455 (Калининградский машиностроительный завод, НПО «Стрела», предприятие п/я В-2704). Головное предприятие-изготовитель управляемых тактических ракет, в том числе УРВВ комплекса К-40.
- Московский НИИ (п/я Ю-9438). Создание тепловых ГСН для Р-40.
- СКБ-1712 Ленинградского оптико-механического объединения (ЛОМО). Выполнена НИР «Заря» — разработка электронно-оптических взрывателей «Аист-2» (пнв в 1971 г.) и «245» «Бекас-2» для ракеты Р-40 (пнв в 1983 г.).
- "НПО «Базальт» (ГСКБ-47) — разработка бомб М-62 для внешней подвески сверхзвуковых самолётов.

Средства наземного обслуживания:
- ГС завод № 468 (п/я 641, Агрегатный завод «Универсал», п/я В-2878). Предприятие-разработчик и изготовитель СНО для МиГ-25.

## Тактико-технические характеристики
Источник данных: Gordon Y., 2007, p. 96, 45; Куликов А., 1978.
|                                                          | МиГ-25П                             | МиГ-25РБ                                                                                | МиГ-25РУ                            |
| Технические характеристики                               | Технические характеристики          | Технические характеристики                                                              | Технические характеристики          |
| -------------------------------------------------------- | ----------------------------------- | --------------------------------------------------------------------------------------- | ----------------------------------- |
| Экипаж                                                   | 1                                   | 1                                                                                       | 2                                   |
| Длина, м                                                 | —                                   | 23,30                                                                                   | 22,43                               |
| Размах крыла, м                                          | 14,015                              | 13,38                                                                                   | 14,056                              |
| Высота, м                                                | —                                   | 6,0                                                                                     | 6,25                                |
| Площадь крыла, м² (с центральной секцией)                | 61,4                                | 61,4                                                                                    | 61,9                                |
| Коэффициент удлинения крыла                              | 2,94                                | 2,94                                                                                    | 2,94                                |
| Коэффициент сужения крыла                                | 3,1                                 | 3,1                                                                                     | 3,1                                 |
| Угол стреловидности по передней кромке                   | 42°30'                              | 41°02'                                                                                  | 42°30'                              |
| База шасси, м                                            | 5,144                               | 5,144                                                                                   | 5,144                               |
| Колея шасси, м                                           | 3,85                                | 3,85                                                                                    | 3,85                                |
| Масса снаряжённого, кг                                   | —                                   | 20 000                                                                                  | 19 300                              |
| Нормальная взлётная масса, кг                            | 34 920                              | 34 700                                                                                  | 33 000                              |
| Максимальная взлётная масса, кг                          | 36 720 с 4×Р-40                     | 39 600                                                                                  | 39 200                              |
| Масса топлива, кг                                        | 14 570                              | 15 000                                                                                  | 14 500                              |
| Объём топливных баков, л                                 | 16 580                              | 17 780                                                                                  | —                                   |
| Подвесной топливный бак                                  | 1 × 5280 л (4450 кг), под фюзеляжем | 1 × 5280 л (4450 кг), под фюзеляжем                                                     | 1 × 5280 л (4450 кг), под фюзеляжем |
| Силовая установка                                        | 2 × ТРДФ Р15Б-300, Р15БД-300        | 2 × ТРДФ Р15Б-300, Р15БД-300                                                            | 2 × ТРДФ Р15Б-300, Р15БД-300        |
| Бесфорсажная тяга, кгс (кН)                              | 2 × 7500 (73,5)                     | 2 × 7500 (73,5)                                                                         | 2 × 7500 (73,5)                     |
| Форсажная тяга, кгс (кН)                                 | 2 × 11 200 (109,8)                  | 2 × 11 200 (109,8)                                                                      | 2 × 11 200 (109,8)                  |
| Лётные характеристики                                    |                                     |                                                                                         |                                     |
| Максимальное число Маха                                  | 2,83                                | 2,83                                                                                    | 2,65                                |
| Максимальная скорость (на высоте), км/ч (км)             | 1000 (0) 2900—3000 (10—13)          | 1000 (0) 2900—3000 (10—13)                                                              | 1000 (0) 2810 (13)                  |
| Скорость отрыва, км/ч (с макс. взлётным весом и без ПТБ) | 350-360                             | 350-360                                                                                 | 340—350                             |
| Посадочная скорость, км/ч                                | 270-290                             | 270-290                                                                                 | 270-290                             |
| Боевой радиус, км                                        | —                                   | 680 / 920 (с ПТБ) (М = 2,35) 770 / 1040 (с ПТБ) (М = 0,92) 560 (с 4×ФАБ-500) (М = 2,35) | —                                   |
| Практическая дальность, км                               | 1250 (М > 1) 1730 (М < 1) с 4×Р-40  | 1635 / 2130 (с ПТБ) (М > 1) 1865 / 2400 (с ПТБ) (М < 1)                                 | —                                   |
| Практический потолок, м                                  | 20 700 с 4×Р-40                     | 23 000                                                                                  | 22 200                              |
| Время набора высоты                                      | 20 000 м за 8,9 мин                 | 20 000 м за 8,2 мин (c 4× ФАБ-250) 20 000 м за 6,7 мин 10 000 м за 1,33 мин             | —                                   |
| Длина разбега, м                                         | 1400—1500                           | 1400—1500                                                                               | 1400—1500                           |
| Длина пробега, м                                         | 800                                 | 800                                                                                     | 900                                 |
| Тяговооружённость (с нормальной нагрузкой)               | —                                   | 0,667                                                                                   | 0,681                               |
| Максимальная эксплуатационная перегрузка                 | +4,5 g (+5,0 g у МиГ-25ПД)          | +3,8/- 1,5 g                                                                            | +3,8/- 1,5 g                        |
| Аэродинамическое качество                                | —                                   | 7,6 при М < 0,86 4,2 при М = 1,5                                                        | —                                   |
| Вооружение                                               |                                     |                                                                                         |                                     |
| Точек подвески                                           | 4                                   | 4                                                                                       | нет                                 |
| Ракеты «воздух-воздух»                                   | 2—4 × Р-40Р/Т до 4 × Р-60           | нет                                                                                     | нет                                 |
| Авиабомбы                                                | нет                                 | макс. 4 × ФАБ-500М-62 или 8 х ФОТАБ-100                                                 | нет                                 |

## На вооружении

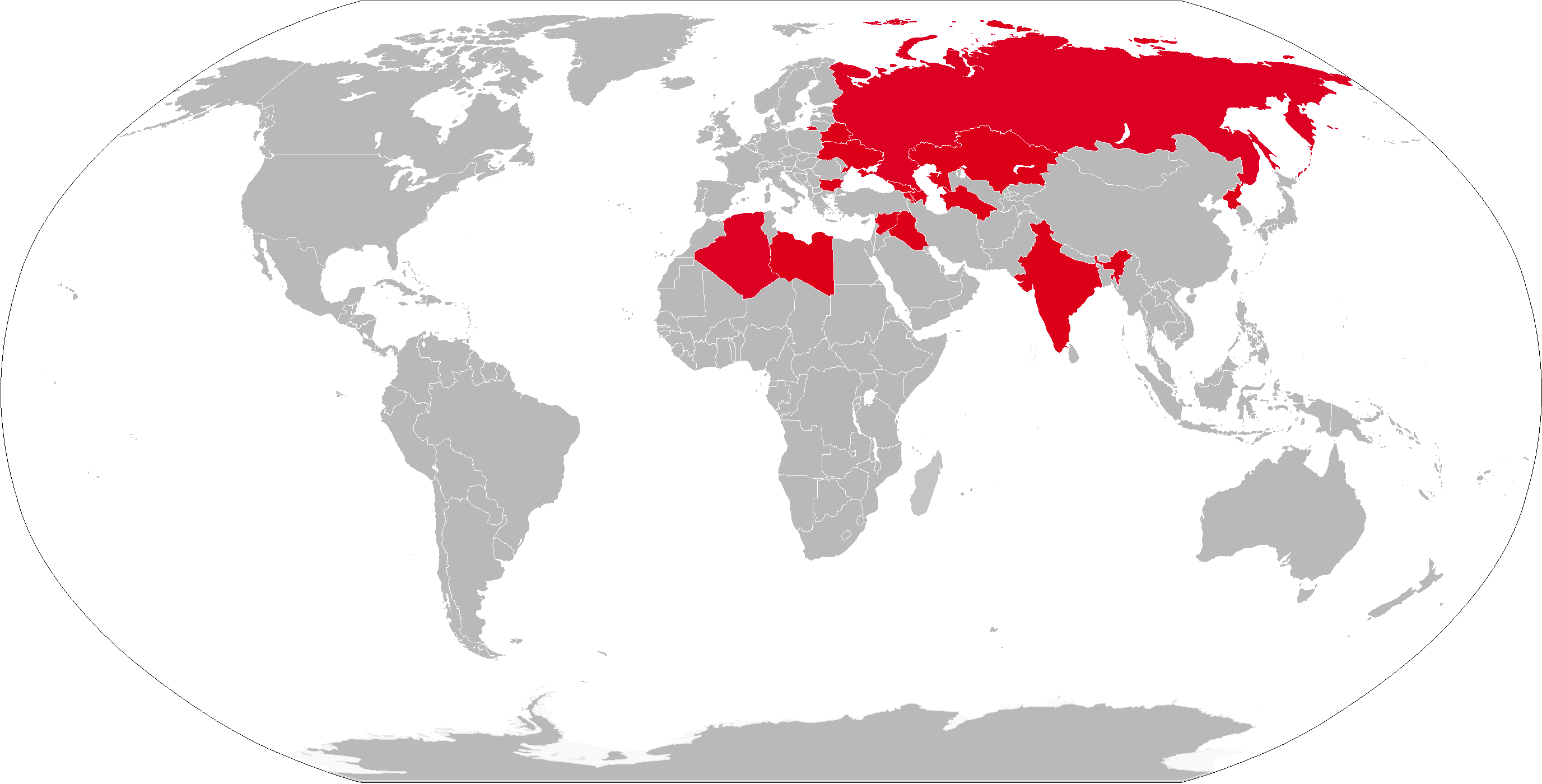
Карта операторов МиГ-25 на 2022 год

### Состоял на вооружении

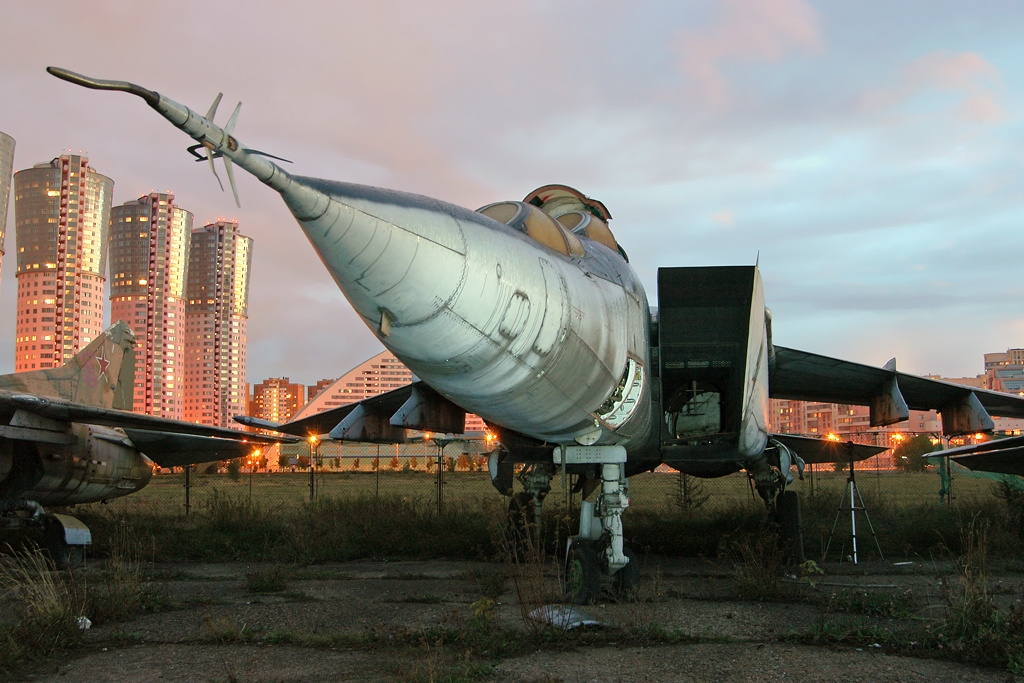

- СССР — состоял на вооружении до 1991 (в других странах вплоть до 2014)
  -  Азербайджан — после распада СССР получил около 48 МиГ-25, это Миг-25ПД, МиГ-25РБ, МиГ-25РУ и ПУ. В июне 1992 года 9 летчиков, с помощью технического состава эскадрильи авиационного разведывательного полка, отказавшегося переходить на службу в армию Азербайджана, смогли перегнать 7 самолётов МиГ-25РБ и один самолёт МиГ-25РУ в Россию, чтоб не допустить их захвата мятежниками. Наземную защиту при перегонке обеспечивал взвод солдат ВДВ РФ одного из полков базировавшихся рядом. В 1998 году 8 МиГ-25 были куплены у Казахстана[47]. Сняты с вооружения и заменены на МиГ-29M1. На хранении находятся от 10 до 20 МиГ-25. В феврале 2014 года было объявлено, что МиГ-25 будут модернизированы на местном авиаремонтном заводе и вернутся в состав ВВС Азербайджана, однако этого не произошло[48].
  -  Армения — 1 МиГ-25 (возможно, на хранении, не боеспособен), по состоянию на 2016 год[49]
  -  Беларусь — получила около 50 МиГ-25 в разных модификациях после распада СССР. Снят с вооружения.
  -  Грузия — снят с вооружения.
  -  Казахстан — получил 16 МиГ-25 после распада СССР. Снят с вооружения.
  -  Россия — получила около 40 МиГ-25РБ, по состоянию на 2012 год в строю осталось около 20 самолётов[50]. С ноября 2013 года снят с вооружения.
  -  Туркменистан — снят с вооружения. Унаследовал 24 МиГ-25 в 1995[51]
  -  Украина — получила около 100 МиГ-25 (~80 МиГ-25ПДС, 16 МиГ-25РБТ и некоторое количество МиГ-25ПУ/РУ) после распада СССР[52].  Снят с вооружения в 1996 году.
- Алжир — 11 МиГ-25ПДС и 4 МиГ-25РБШ, по состоянию на 2022 год[53]. 05.07.2022 МиГ-25ПД пролетели на параде в честь 60-летия независимости Алжира; На 2024 год, Миг-25 выведены из ВВС страны но до сих пор в лётном состоянии и летают[54].
- Болгария — 3 Миг-25РБТ и 1 МиГ-25РУ были поставлены в 1982 году. Возвращены СССР в 1991 году.
- Индия — 10 МиГ-25РБ и 3 МиГ-25РУ были куплены в 1981 году. Сняты с вооружения 01.05.2006 года.[55] За 25 лет службы в лётных происшествиях были потеряны 4 самолёта — почти треть от общего числа.[56]
- Ирак — 7 МиГ-25ПУ, 9 МиГ-25Р и 19 МиГ-25ПД/ПДС, по состоянию на январь 1991 года. Во время Войны в Персидском заливе большинство иракских МиГ-25 было уничтожено на земле.[57] Два МиГ-25 были сбиты в воздухе и 7 перелетело в Иран.[58]
- Ливия — Подсчитано, что Ливия имела 94 МиГ-25 и 3 МиГ-25ПУ. К середине 2008 года на вооружении Ливии имелось 3 МиГ-25ПУ и 7 МиГ-25РБ.[59][60]
- Сирия — 8 МиГ-25, по состоянию на 2016 год[61]. Снят с вооружения[62]

## Боевое применение

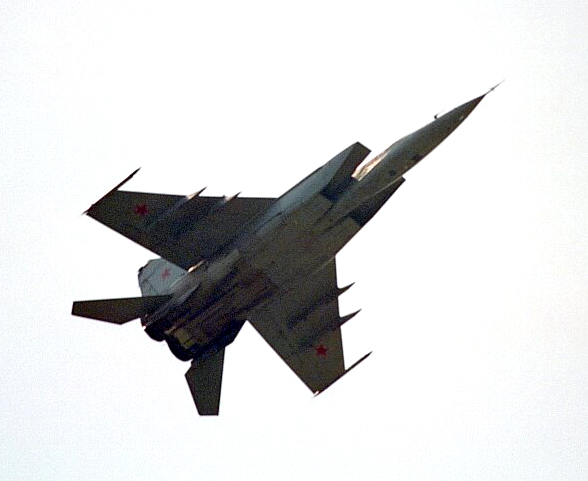
МиГ-25ПУ

### Египет
Два МиГ-25Р и два МиГ-25РБ в составе 63-го ОАО проходили испытания в Египте, совершая разведывательные полёты с 10 октября 1971 по март 1973 годов над Синайским полуостровом, оккупированным Израилем. Неизвестные самолёты израильтяне сначала называли «МиГ-21 Альфа», «МиГ-23» и «X-500». На случай необходимости бомбометания в Египет были также доставлены специальные бомбы ФАБ-500Т. Израильские истребители F-4 и Mirage III несколько раз совершали вылеты на перехват МиГов, ни в одном случае выпущенные ракеты не попали в цель. Использование израильтянами ЗРК MIM-23 Hawk также оказалось бесполезным, при этом были вскрыты позиции 10 батарей MIM-23, 3 КП, радиолокационных станций, центра радиопомех и позиции дальнобойной 175-мм артиллерии.
МиГ-25 совершили около 20 разведывательных вылетов непосредственно над зоной боевых действий. В каждом случае на перехват поднимались большие группы истребителей F-4 «Фантом», не считая других, только 4 раза и только «Фантомам» удалось к ним приблизиться. Эти случаи произошли:
- 10 октября 1971 — над Средиземным морем в 30 км от Ашкелона «Фантомы» перехватили советский МиГ-25 и выпустили две ракеты средней дальности AIM-7E Sparrow. Обе ракеты не попали в цель;
- 6 ноября 1971 — над Синайским полуостровом «Фантомы» перехватили советский МиГ-25 и выпустили две ракеты AIM-7E Sparrow. Обе ракеты не попали в цель;
- 10 марта 1972 — над Синайским полуостровом «Фантомы» перехватили советский МиГ-25 и выпустили две ракеты AIM-7E Sparrow. Обе ракеты не попали в цель;
- 16 мая 1972 — над Египтом четыре «Фантома» перехватили советский МиГ-25. Одна из выпущенных ракет AIM-7E упала не разорвавшись на подконтрольную египтянам территорию. Трофейную ракету передали советским войскам[68].

Полёты «двадцатьпятых» над Синайским полуостровом и Израилем продолжались по июль 1972 года и позволили вскрыть структуру двух линий оборонительных сооружений израильтян на Синайском полуострове, сети ПВО и аэродромов Израиля. Эти данные были использованы египтянами для наступления на оккупированный Синай в 1973 году (Война Судного дня).
Командир отряда МиГ-25 Александр Бежевец за успешное выполнение полётов над Израилем, проведённых без потерь, получил звание Героя Советского Союза.
Советские МиГ-25 принимали участие на конечном этапе войны Судного дня, совершая разведывательные полёты над Синаем и над Тель-Авивом[источник?]. Было поставлено четыре истребителя-бомбардировщика МиГ-25РБ 154-го ОАО, первый вылет был совершён 22 октября. 15 декабря израильский истребитель «Фантом» смог перехватить советский МиГ-25РБ, но обе выпущенные по нему ракеты AIM-7 не попали в цель. Самолёты вернулись в Советский Союз в мае 1975 года.

### Сирия
В концу 70-х годов в Сирии завершалась подготовка лётчиков на МиГ-25 и в дальнейшем полёты на этих самолётах на этом театре военных действий проводили арабские пилоты. Так, сирийцы применили эти самолёты в составе 50-й авиабригады в ходе войны в Ливане.
13 февраля 1981 года в ходе воздушного боя между одним сирийским перехватчиком МиГ-25ПД и израильскими двумя F-15 и двумя RF-4C, сирийский самолёт был сбит, пилот п/п-к Мухаммад Субхи аль-Муадин погиб.
29 июля 1981 года в ходе воздушного боя между сирийскими двумя МиГ-25ПД и двумя МиГ-21 против трёх израильских F-15 был сбит один сирийский МиГ-25 (пилот к-н Зияд аль-Хафиз спасён) и предположительно один F-15. Израильскими данными потеря не подтверждается. Советский военный эксперт В. Бабич сообщает, что после этого боя сирийское командование вывело МиГ-25ПД за рамки боевых действий, объясняя это тем, что для них нет целей.
31 августа 1982 года совместными усилиями ЗРК Хок и истребителя F-15 был сбит сирийский разведчик МиГ-25Р.
Сирийские МиГ-25 регулярно совершали разведывательные пролёты на границе и над территорией Израиля в 1990-х годах. Также они отгоняли израильские истребители, которые периодически залетали за сирийскую границу.

### Ирак
Впервые в Ираке МиГ-25 появились в 1973 году, советские самолёты с советскими лётчиками совершали разведывательные полёты над Израилем, Турцией и Ираном.
Ирано-иракская война

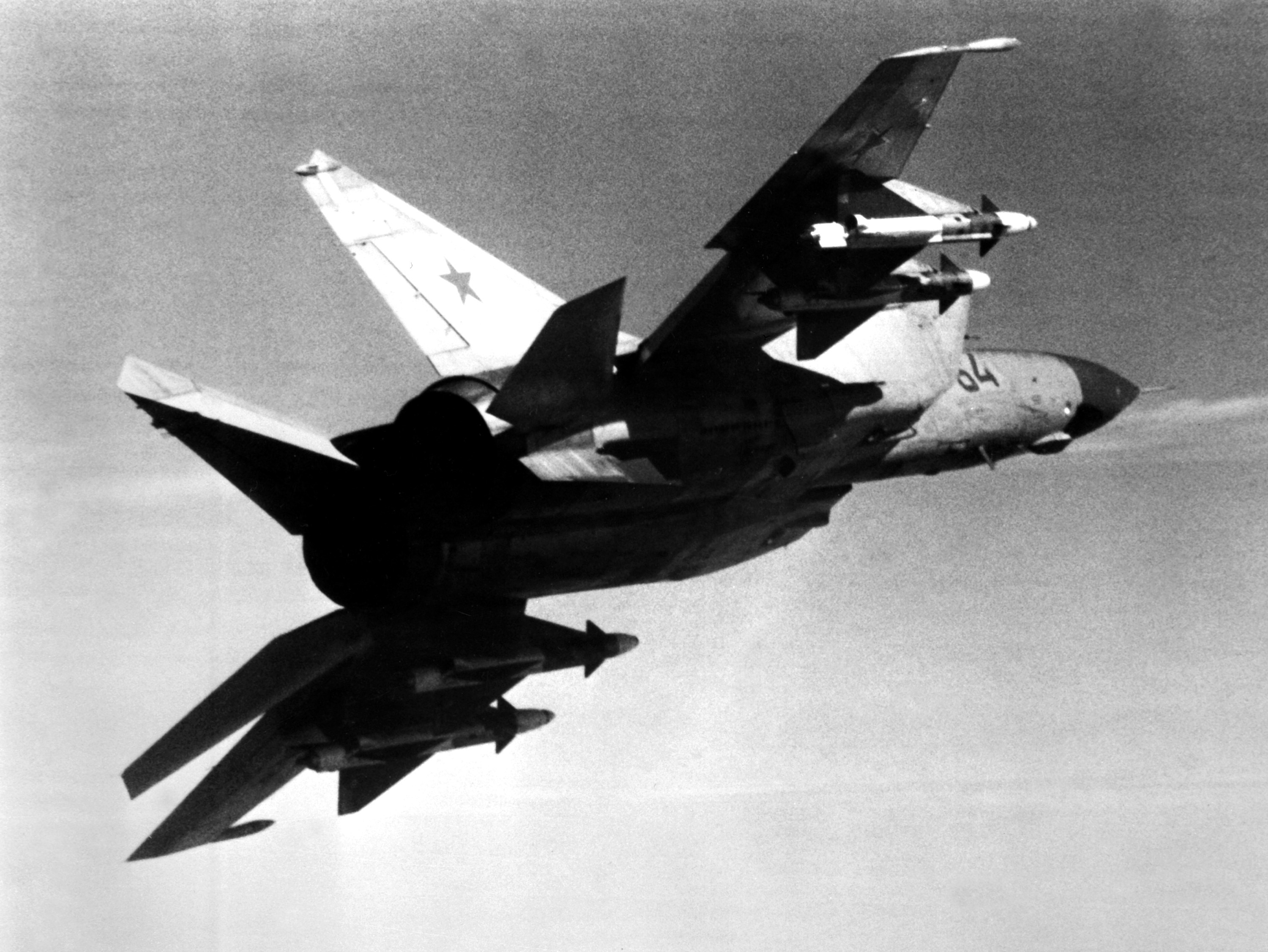

Наиболее интенсивно МиГ-25 использовался в составе ВВС Ирака. Во время ирано-иракской войны (1980—1988) самолёты этого типа активно применялись для воздушной разведки, а также как истребители-бомбардировщики. Иракцы получили первые «МиГи» летом 1979 года и к началу войны в иракских ВВС ещё не было достаточного числа подготовленных лётчиков. 18 августа 1981 года была официально сформирована первая 84-я эскадрилья из 4 МиГ-25РБ.
Ирак с конца 1981 года начал применять самолёты МиГ-25РБ для разведки и в дальнейшем для бомбардировки целей в Иране. Иранские исследователи указывали, что попытки перехватить такие самолёты оказались крайне сложными для ВВС Ирана. За время войны истребители F-5 и F-4 совершили сотни безуспешных вылетов на перехват МиГ-25, в большинстве случаев у иранских самолётов кончалось горючее ещё до набора требуемой высоты для открытия огня.
Активное применение МиГ-25 началось в 1982 году. 19 марта 1982 года высоколетящая формация «Фантомов» была перехвачена иракским перехватчиком МиГ-25. Один из F-4 был тяжело повреждён ракетой, но смог вернуться на базу; списан самолёт или нет, неизвестно. 3 мая 1982 года МиГ-25ПД сбил ракетой Р-60 самолёт Gulfstream III алжирского правительства, нарушивший установленную зону полётов (Иран, на территории которого лежали обломки, обвинил в сбитии Ирак, который официально отверг это обвинение). 24 ноября 1982 года над иранским городом Эйван иракские МиГ-25 сбили высокоманевренный иранский истребитель F-5F. В декабре 1982 года над Багдадом МиГ-25ПД с помощью ракеты Р-40М сбил ещё один иранский F-5E.
В дальнейшем МиГ-25 сбили ещё несколько иранских самолётов и вертолётов. В начале 1983 года была сформирована 97-я эскадрилья из перехватчиков МиГ-25. В 1983 году 12 иракских МиГ-25ПД были модернизированы до уровня МиГ-25ПДС. Известен случай, когда иракский МиГ-25ПД сбил иранский транспортный самолёт C-130 «Геркулес», перевозивший оружие из Израиля в Иран. В июне 1983 года иранским перехватчикам F-14A «Томкэт» удалось одержать единственную за войну победу против МиГ-25. В ходе перехвата был сбит безоружный для воздушных боёв разведчик, пилотируемый командиром 84-й эскадрильи ВВС Ирака полковником Абдуллой Фарадж Мохаммадом.
В 1985 году была сформирована 96-я эскадрилья из перехватчиков МиГ-25. 21 марта 1985 года во время воздушного боя на высоте 12 км над Сенендеджом иракский МиГ-25 сбил истребитель F-4D ВВС Ирана. Иранский пилот майор Хоссейн Халатбари погиб, оператор старший лейтенант Задех Махалех выжил. Иракцы иногда отправляли перехватчики МиГ-25 в роли «разведчиков», иранцы как обычно отправляли истребители на перехват «безоружного разведчика». Например, в такой ловушке 3 июня 1985 погиб пилот иранского истребителя F-5E Хассан Задех. При перехвате предполагаемого «безоружного самолёта» над Тебризом, целью оказался МиГ-25ПДС, который развернулся и сбил преследователя.
17 февраля 1986 года в районе Ахваза иранский военно-транспортный самолёт Fokker F-27 был сбит иракским перехватчиком МиГ-25. Экипаж самолёта составил 53 человека, в том числе пилот — полковник Абдул Баки Дарвиш. Остальные были в основном военные, пилоты боевых истребителей, а также высокопоставленные офицеры, все они погибли.
10 июня 1986 года иракский МиГ-25 над территорией Ирака сбил иранский истребитель RF-4E 11-й разведывательной эскадрильи. Экипаж в составе подполковника Феридуна Зальфакари и майора Мохаммада Нороуджи погиб.
17 января 1987 года произошёл массовый воздушный бой иранских и иракских самолётов. В ходе боя был сбит один иранский перехватчик F-14A, воздушную победу одержал пилот МиГ-25ПДС капитан Аднан Сайед.
Всего в ходе войны перехватчики МиГ-25 претендовали на 19 воздушных побед, из них подтверждаются 5 (включая 2 пассажирских самолёта). По последним западным данным по боевым причинам в ходе войны было потеряно только 2 разведчика/бомбардировщика и 2 перехватчика, при этом только 2 из них были потеряны в воздушных боях (а не 10 как заявлялось ранее). Суммарные потери МиГ-25 составили 9 самолётов.
Ирак признал боевую потерю лишь одного МиГ-25 в модификации разведчика/бомбардировщика, 25 февраля 1987 года над Исфаханом МиГ-25РБ во время атаки нефтяных объектов был сбит иранским ЗРК HQ-2 (С-75), пилот лейтенант Сайер Собхи Ахмад катапультировался и был взят в плен.
Одной из операций иракских МиГ-25 в роли бомбардировщиков стала бомбардировка острова Харк в 1985 году. На острове находились иранские нефтехранилища. Размер острова 1x2,5 км являлся оптимальной целью для системы наведения самолёта МиГ-25РБ. Для поражения нефтехранилищ иракская сторона выделила три самолёто-вылета. В результате бомбардировки были уничтожены нефтяные терминалы, поражена главная цель — нефтехранилища и одна из бомб попала в танкер, стоящий у береговой черты. Таким же налётам подвергались авиабазы возле Тегерана. Иракцы пробовали подвешивать на МиГи французские бомбы, но точность их применения оказалась очень низкой.
В марте 1985 года, после удара баллистическими ракетами по Багдаду, Ирак передислоцировал четвёрку МиГ-25РБ в Киркук для совершения дальних бомбардировочных рейдов. В течение одного месяца четыре МиГ-25 каждый день совершали взлёт с четырьмя 500 кг бомбами и сбрасывали их на Тегеран, Табриз, Исфахан и Кум. Иранская ПВО ничего сделать с бомбардировщиками не смогла, ни один «МиГ» не был сбит.
Сирия во время войны поддерживала иранскую сторону. Боевых действий против Ирака армия Сирии не вела, но производила воздушную разведку. 2 октября 1986 года иракский МиГ-25ПД сбил сирийский МиГ-21Р.
Всего с 1979 года Ирак получил 22 МиГ-25ПД/ПДС, 12 МиГ-25РБ и не менее 7 МиГ-25ПУ. В полётах на них было обучено около 40 иракских лётчиков. Некоторые из них имели около 200 боевых вылетов в ходе войны. По оценкам иракских лётчиков, МиГ-25 проявил себя на войне как надёжная, высокоавтоматизированная машина, практически неуязвимая для истребителей и наземных средств ПВО противника, имевшихся у Ирана.
Война в Персидском заливе

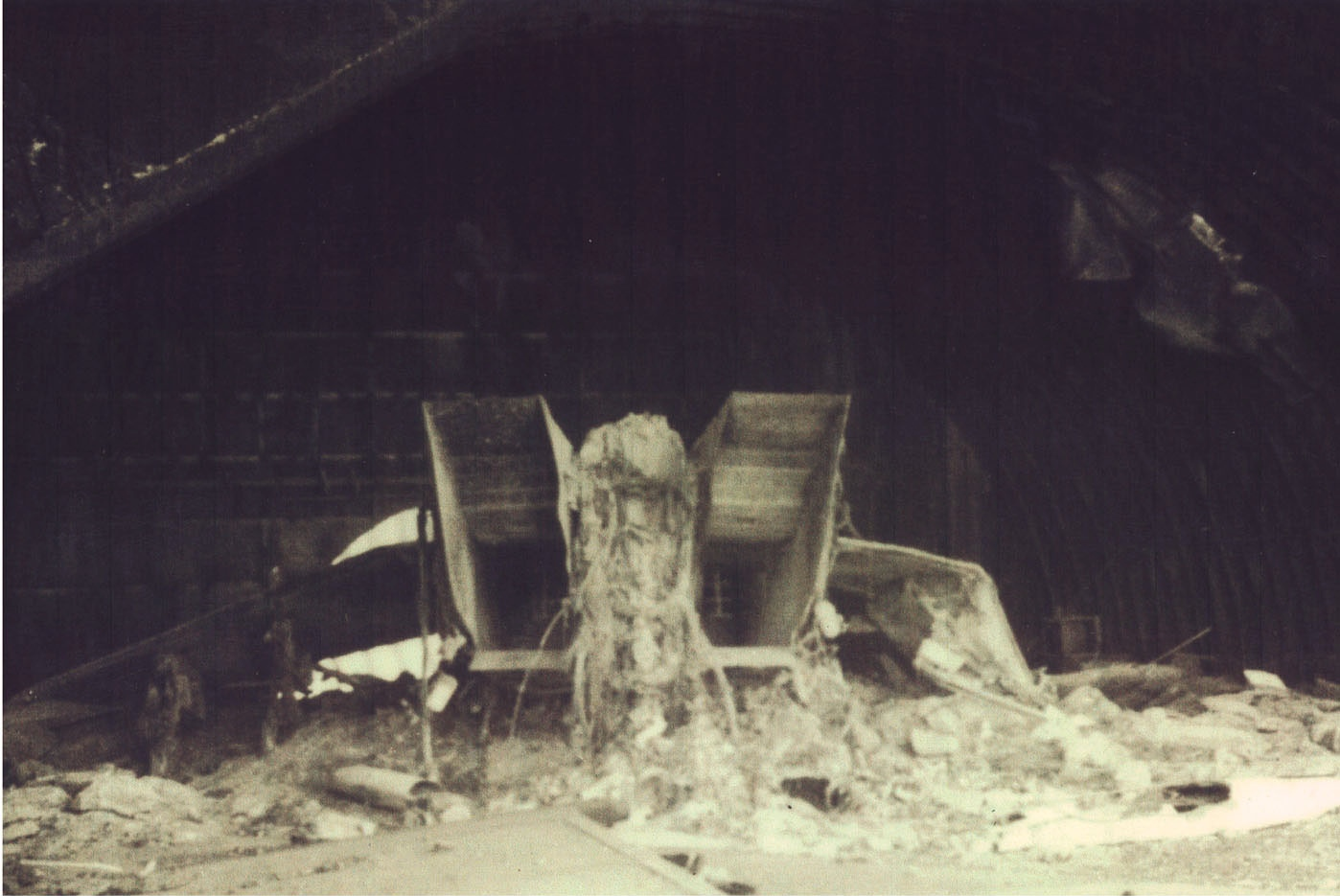
Фрагменты иракского МиГ-25, уничтоженного в защищённом капонире в результате попадания УАБ с лазерным наведением массой 900 кг в ходе операции Desert Storm, 1991 год.

Иракские МиГ-25 использовались в ходе войны в Персидском заливе в 1990—1991 годах. В 1990 году у Ирака оставалось 19 МиГ-25ПД/ПДС, 9 МиГ-25РБ и 7 МиГ-25ПУ. Перед началом войны с Кувейтом иракские МиГ-25РБ совершили по два разведывательных полёта 11 июля и 1 августа, кувейтская ПВО ничего сделать с нарушителями не смогла. Ещё несколько разведывательных полётов было над Саудовской Аравией. Как указывал командир 17-й танковой бригады Республиканской гвардии генерал Раад Хамдани, чьё подразделение шло во главе удара, снимки сделанные разведчиками сыграли решающую роль в быстром разгроме армии Кувейта.
На счету пилота МиГ-25 лейтенанта Зухейра Давуда единственная официальная потеря (если не считать бпла) американской авиации в воздушных боях «Бури в пустыне» — F/A-18, сбитый в первую ночь войны 17 января (его пилот Майкл Спичер долгое время числился пропавшим без вести). Также в первый день был воздушный бой пары МиГ-25ПД и четырёх американских F-15. F-15 выпустили большое количество ракет не добившись ни одного попадания, после чего самолёты разошлись. В дальнейшем иракские самолёты столкнулись с сильным противодействием средств РЭБ, иракцы решили использовать перехватчики для подавления источников РЭБ и увода ударных самолётов коалиции в участки с мощной наземной ПВО.
19 января иракский МиГ-25ПД перехватил ударную группу. Ему удалось увернуться от восьми истребителей F-15E. После этого он запустил три ракеты по самолёту РЭБ EF-111A, ракеты не достигли цели, но ей пришлось прекратить задание, тем самым оставив группу без прикрытия средств РЭП. Потеряв прикрытие, 1 F-15E был сбит старым ЗРК С-75. Таким же образом в этот день ещё один EF-111A был вынужден прекратить своё задание, но ударная группа в этот раз потерь не понесла.
В конце 19 января МиГ-25 совершили ещё один вылет на увод американских самолётов «под ЗРК», в этот раз пара американских F-15C (пилоты капитан Ларри Питс и капитан Ричард Толлини) смогла заметить противника и атаковать. Американские пилоты идентифицировали их как перехватчики, однако по иракским данным полёт совершала пара безоружных МиГ-25РБ. Первый «МиГ» (пилот лейтенант Хуссейн Абдул Саттар погиб) был сбит ракетой AIM-7M (ещё одна AIM-9 в цель не попала), второй (пилот капитан Саад Нехме) смог увернуться от 3 ракет, потом получил три прямых попадания 2 AIM-9M и 1 AIM-7M, но всё равно продолжал лететь. Лишь только после запуска 7-й ракеты (AIM-9M) МиГ-25 начал медленно снижаться. Американский пилот хотел окончательно добить самолёт из пушки, но, увидев что пламя двигателей «МиГа» затухло, не стал его добивать; пилот катапультировался.
30 января пара иракских «двадцатьпятых» ракетами атаковала пару F-15. Одна из ракет взорвалась рядом с «Иглом», после чего он развернулся в сторону саудовской границы, наземный пункт контроля проследил путь F-15 и отметил что самолёт рухнул в 40 километрах от границы. Позже иракцы нашли обломки F-15 в том же месте про которое говорил пункт контроля, но американцы своих потерь в этом бою не подтверждали. МиГ-25 развернулись и стали возвращаться на базу. На помощь подошли два F-15, совместно они выпустили десять ракет «воздух-воздух» по отступающему противнику, ни одна из ракет не достигла цели..
По американским заявлениям один МиГ-25 разбился на территории Ирана, без указания подробностей. Не уточняется и что он там делал, так как для перелёта в Иран ни один МиГ-25 не отправлялся. В целом за время войны было потеряно 19 иракских МиГ-25 из 35, при этом только 2 из них были сбиты.
Другие конфликты
Между войнами 1991 и 2003 годов иракские МиГ-25 имели множество столкновений с авиацией коалиции, в ходе которых была одержана одна воздушная победа и потерян один «МиГ».
Известные инциденты:
- 27 декабря 1992 года иракский МиГ-25ПДС 97-й иэ, пилотируемый капитаном Лаитом Хашим Тхеноном, был сбит американским истребителем F-16 после того, как вторгся в запретную для полётов зону на юге страны. Лаит катапультировался.
- 1 июля 1995 года иракские МиГ-25 прогнали из своего воздушного пространства французский самолёт разведчик Mirage IVP.[106]
- 6 января 1999 года группа из 15 иракских самолётов барражировала в воздухе возле границы объявленной американцами «бесполётной зоны». Две пары иракских МиГ-25ПД нарушили «границу» и вошли в «бесполётную зону». Одну пару перехватили два F-15C, которые выпустили 3 ракеты AIM-120 и 1 AIM-7, ни одна из четырёх ракет в цель не попала. Вторую пару перехватили два F-14D и выпустили по «МиГам» 2 ракеты AIM-54, которые также не попали в цель. После чего все четыре «МиГа» вернулись на аэродромы.[107]
- В 2000 году отмечены пролёты разведывательных МиГ-25 над Иорданией — F-16 местных ВВС ничего не смогли сделать.
- В 2002 году иракский МиГ-25 сбил ракетой Р-60 американский беспилотный самолёт-разведчик RQ-1 Predator.
- В начале 2003 года американские F-15 смогли отогнать МиГ-25, вторгнувшийся на территорию Саудовской Аравии на 60 километров.

Война в Ираке 2003 года
В войне 2003 года иракские МиГи, как и другие типы самолётов, не участвовали. После её окончания американские солдаты обнаружили на авиабазе Аль-Такаддум несколько МиГ-25, зарытых в песке.

### Ливия

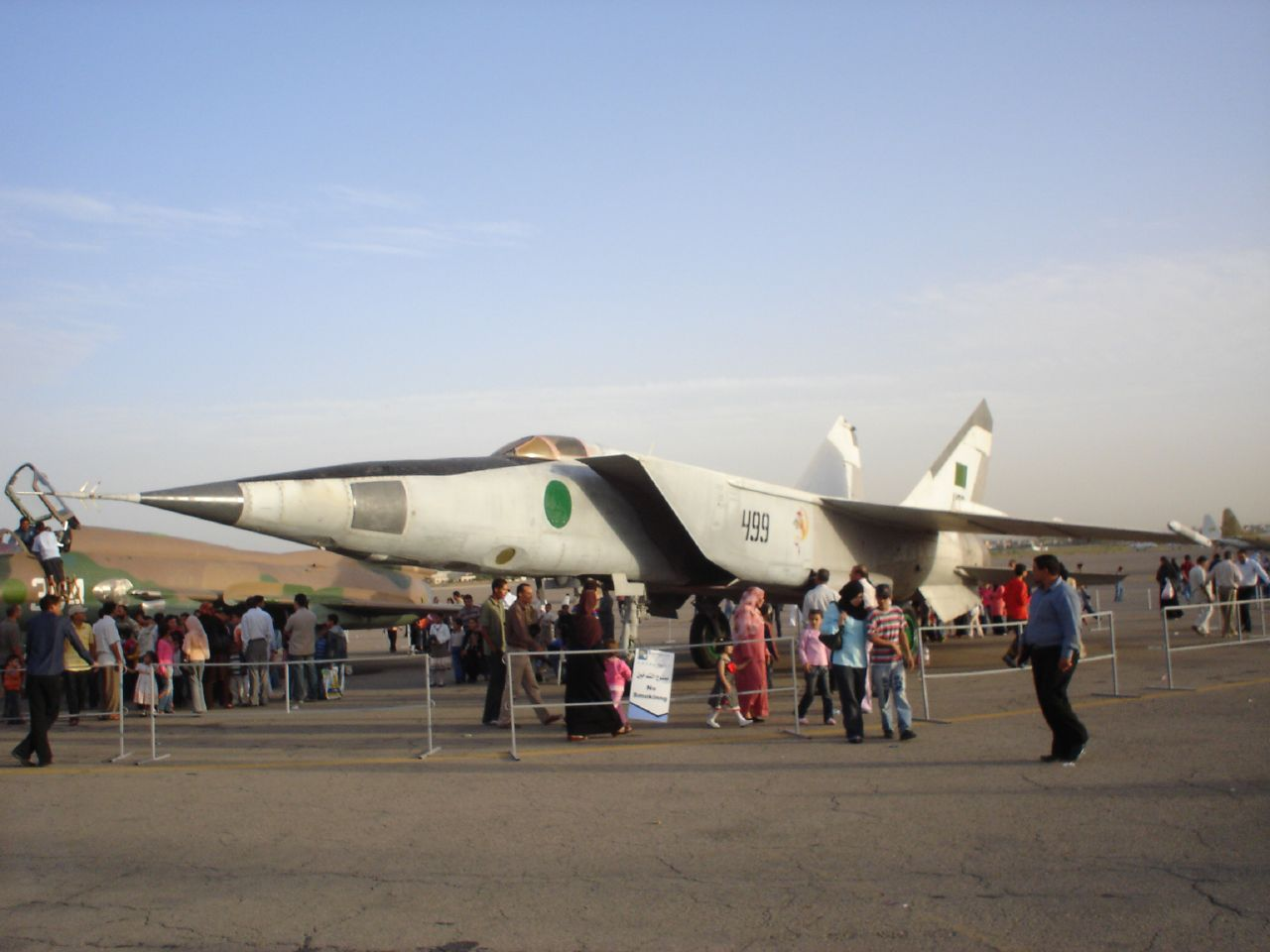
МиГ-25 ВВС Ливии

Первые МиГ-25 в Ливии появились в начале 1977 года. Пятёрка советских МиГ-25Р выполняли разведку судоходства стран НАТО. Ливия использовала МиГ-25 во время Чадско-Ливийского конфликта. Они несколько раз встречались с американскими истребителями F-14. Ливийцы заявляли об уничтожении по меньшей мере двух F-14, хотя в реальности это были перехваты без применения оружия.
В 2015 году один МиГ-25 ополчения Рассвета Ливии разбился по техническим причинам (по другим заявлениям сбит) при попытке нанесения бомбового удара по гражданскому аэропорту в Зинтане.

### Индия
В 1981 году в Индию были поставлены 6 разведчиков МиГ-25РБ и 2 учебных разведчика МиГ-25РУ. В конце мая 1997 года индийский МиГ-25 пролетел над центром столицы Пакистана — Исламабадом, перепугав его жителей. Поднявшиеся на перехват истребители F-16 ничего не смогли сделать с нарушителем. Индийские МиГ-25 широко использовались для проведения разведки во время Каргильской войны в 1999 году и во время операции «Пакарам». Церемония снятия с вооружения МиГ-25 состоялась 1 мая 2006 года.

### СССР и постсоветское пространство
МиГ-25 использовались в попытках перехватить американские разведчики SR-71, вторгавшиеся в воздушное пространство СССР. Американский пилот Ричард Грахам вспоминал случай, когда его пытались перехватить сразу три МиГ-25 у Камчатского полуострова.
В 1970-е годы советские разведчики МиГ-25 выполняли глубокие разведывательные полёты над Ираном. Истребителям F-4D ни разу не удалось перехватить советские самолёты, истребители F-4E подбили один МиГ-25Р в 1976 или 1977 году ракетой AIM-7E, МиГ успел долететь до территории СССР, прежде чем упал.
МиГ-25 также применялись во время Афганской войны, армяно-азербайджанской войны в Нагорном Карабахе и в Чечне. В Афганистане на 1986 год на аэродроме в Шинданде находилось 10 советских разведчиков МиГ-25РБ. Потерь в ходе войны не имели.
Во время конфликта в Карабахе известен случай сбития азербайджанского МиГ-25 (пилот Ю. Беличенко) ракетой ПЗРК «Стрела». Всего ВВС Азербайджана в Карабахской войне потеряли не менее 3 самолётов МиГ-25. По азербайджанским данным 2 МиГ-25 было сбито, 2 разбилось и 1 был угнан в Армению, погиб один пилот Эльхан Вердиев.
Последнее боевое применение МиГ-25 было зафиксировано в 2000 году. Из состава 609-й авиабазы г. Балхаш СВО ВС РК (бывший 39-й отдельный разведывательный Никопольский ордена Александра Невского авиационный полк) были применены два самолёта МиГ-25РБ, по согласованию с Кыргызской Республикой, для разведки состава сил боевиков Исламского движения Узбекистана в ходе Баткенских событий. Самолёты тогда работали с аэродрома Луговое.

### Алжир
В начале 1980-х годов первые МиГ-25 получил Алжир. Марокканские самолёты, ведущие войну с Полисарио, постоянно совершали провокационные полёты на границе, в 1982 году в ходе учений вместе с ними такие же полёты стали совершать самолёты ВВС США. Во время одного из таких учений алжирский МиГ-25РБ пересёк границу Марокко и пролетел через всю территорию страны, затем развернулся и пролетел в обратную сторону. После этого случая полёты на границе прекратились. В 1983 году алжирский «МиГ» снова пролетел над Марокко.

## Угон МиГ-25 в Японию
Утром 6 сентября 1976 года, при выполнении планового полётного задания в составе пары, старшим лётчиком 530-го истребительного авиационного полка 11-й отдельной армии ПВО старшим лейтенантом Виктором Беленко был угнан в Японию самолёт-перехватчик МиГ-25П. 530-й истребительный авиационный полк на тот момент дислоцировался на аэродроме Соколовка (село Чугуевка Приморского края) — центральная часть Приморья, примерно 190 км на северо восток от г. Владивостока. Виктор Беленко посадил перехватчик в аэропорту г. Хакодате, расположенном на юге острова Хоккайдо.
При посадке самолёт получил незначительные повреждения передней стойки шасси, выкатившись за пределы ВПП на 240 метров.
Аэропорт был взят под охрану полицией, а Беленко взят под стражу — ему было предъявлено обвинение о незаконном пересечении границы и владение огнестрельным оружием в нарушение законодательства. На допросах Виктор Беленко заявил, что просит политического убежища в США. МИД СССР затребовал возвращение самолёта и пилота на территорию СССР.
Опасаясь захвата самолёта или его уничтожения со стороны СССР, были приведены в повышенную боевую готовность Силы самообороны Японии и Морские силы самообороны (JMSDF), непосредственно для обороны аэропорта был поднят по тревоге местный гарнизон наземных сил самообороны Японии, расквартированный в г. Хакодате, на территорию аэропорта вошли 200 человек военнослужащих с бронетехникой. Морские силы самообороны развернули 3 корабля со стороны Японского моря и 2 корабля со стороны Тихого океана, также под охрану была взята акватория порта Хакодате тральщиком и торпедными катерами.
9 сентября угнанный самолёт был передан полицией под юрисдикцию Агентства обороны Японии.
К 25 сентября МиГ-25 был частично разобран и перевезен транспортным самолётом Lockheed C-5A ВВС США из Хакодате на авиабазу Бейли (аэродром воздушных сил самообороны Японии Ибараки, на севере г. Токио). На авиабазе самолёт был тщательно изучен профильными специалистами из Японии и США, в частности привлекались инженеры авиастроительной фирмы Lockheed Corporation.
2 октября 1976 года японское правительство объявило, что отправит морем разобранный самолёт из порта Хитачи в Союз, и выставило Правительству СССР счет на 40 млн долларов США за услуги по упаковке и за ущерб аэродрому в Хакодате. СССР ответил просьбой вернуть самолёт на советском транспортном самолёте. Японское правительство отказалось, настояв на своих условиях[источник?]. 15 ноября 1976 года ящики с разобранным самолётом были загружены на советское грузовое судно и перевезены морем в порт Владивосток. СССР пытался взыскать с правительства Японии за потерю боевого самолёта 10 млн долларов США, но все претензии остались без ответа. Дипломатический скандал не раздувался по причине того, что в тот момент наметились заметные улучшения в Советско-Японских отношениях и ни одной из сторон не было выгодно провоцировать конфликт.

### Последствия инцидента в СССР
По результатам расследования был проведён комплекс мероприятий организационного плана и наказан ряд лиц из числа руководящего состава ВВС ПВО. Было заострено внимание на убогих бытовых условиях офицеров, которые работая в служебное время на самой современной и дорогостоящей технике, после службы были вынуждены ежедневно и бесконечно решать самые примитивные бытовые проблемы — вода, дрова, помои. В гарнизоне Соколовка началось строительство капитального жилья и объектов коммунального обеспечения.
Угон МиГ-25 послужил толчком к скорейшему завершению работ по замене на всех самолётах системы государственного опознавания типа «Кремний» на современную, со значительно более сложным алгоритмом кодирования — изделие 62 «Пароль». Военные ЛА в конечном итоге были полностью переоборудованы, но в связи с распадом СССР гражданские самолёты были переоборудованы лишь частично.
После того, как угнанный МиГ-25 вернули в СССР, он был отправлен на изучение на Горьковский авиазавод, а затем, в разобранном состоянии, — в Даугавпилсское высшее военное авиационное инженерное училище. В ДВВАИУ самолёт использовался в качестве тренажёра, а в конце 1980-х годов был списан и разобран на сувениры.

### Дальнейшая судьба пилота-дезертира
Виктор Беленко получил гражданство США. Закон о гражданстве для Беленко был принят Конгрессом и подписан президентом Джимми Картером 14 октября 1980 года как Частное право 96-62.
Виктор Беленко написал в соавторстве с журналистом Джоном Дэниелом Бэрроном автобиографическую книгу: «MiG Pilot: The Final Escape of Lieutenant Belenko».
24 сентября 2023 года гражданин США Беленко В. И. скончался в доме престарелых в г. Роузбад, штат Иллинойс, США, в возрасте 76 лет.

## Сохранившиеся экземпляры МиГ-25

### В России
| Тип       | Бортовой номер | Серийный номер | Местонахождение | Изображение |
| --------- | -------------- | -------------- | --- | ----------- |
| МиГ-25М   |                |                | В посёлке Лазаревское, города-курорта Сочи, на улице Калараш |             |
| МиГ-25П   |                |                | В городе Ульяновск, Головной отраслевой музей истории гражданской авиации                                                                                             |             |
| МиГ-25БМ  |                |                | В Таганрогском музее авиационной техники |             |
| МиГ-25ПУ  |                |                | В городе Югорск (ХМАО). |             |
| МиГ-25    |                |                | В городе Когалым (ХМАО). |             |
| МиГ-25РБ  | 25             |                | В посёлке Монино (Московская область), Центральный Музей Военно-Воздушных Сил                                                                                         |             |
| МиГ-25ПД  | 04             |                | В посёлке Монино (Московская область), Центральный Музей Военно-Воздушных Сил.                                                                                        |             |
| МиГ-25    | 001            |                | В городе Дубна (Московская область), на пересечении улиц Центральная и Октябрьская.                                                                                   |             |
| МиГ-25    |                |                | В городе Елец (Липецкая область), на въезде в город со стороны Москвы.                                                                                                |             |
| МиГ-25ПУ  |                |                | В городе Пермь, Пермский музей авиации Павлова Михаила Анатольевича, на Шоссе Космонавтов 262.                                                                        | МиГ-25ПУ    |
| МиГ-25    |                |                | В городе Пермь, ул. Подлесная, на территории госпиталя ветеранов войны.                                                                                               |             |
| МиГ-25ПДС | 46 (красный)   |                | В городе Екатеринбург, музей штаба ПВО УрВО. Нёс боевую службу в авиагарнизоне «Сокол». На нём летал Заслуженный военный лётчик п-к Пастухов Г. П., командир 764 ИАП. |             |
| МиГ-25    |                |                | В хуторе Верхнеподпольный (Ростовская область). |             |
| МиГ-25ПУ  | 05             |                | В городе Нижний Новгород, Парк Победы. Самолёт был передан заводом «Сокол».                                                                                           |             |
| МиГ-25    |                |                | В городе Верхняя Пышма (Свердловская область), Музей «Боевая слава Урала», ул. Ленина, 1.                                                                             |             |
| МиГ-25    |                |                | В ЗАТО Свободный (Свердловская область, Верхнесалдинский район), на пересечении улиц Ленина и Карбышева.                                                              |             |
| МиГ-25ПД  | 65 (красный)   |                | В городе Ржев Тверской области на территории ОАО «Электромеханика».                                                                                                   |             |
| МиГ-25    |                |                | В городе Санкт-Петербург, ул. Пилотов 38. Академия гражданской авиации.                                                                                               |             |
| МиГ-25РУ  |                |                | В городе Тольятти, в Техническом музее. |             |
| МиГ-25РУ  | 57 (синий)     |                | В городе Арзамасе, на площади перед проходной Приборостроительного Завода, входящего в кооперацию завода «Сокол».                                                     |             |
| МиГ-25ПУ  | 81             |                | В городе Каменск-Шахтинский Ростовской области, на территории филиала парка «Патриот».                                                                                |             |

### В других странах
| Тип       | Бортовой номер | Серийный номер | Местонахождение | Изображение |
| --------- | -------------- | -------------- | --- | ----------- |
| МиГ-25БМ  | 78             | 66005425       | В Белоруссии, Минский музей авиационной техники центрального аэроклуба ДОСААФ |             |
| МиГ-25ПУ  | 19             | 22037313       | В Белоруссии, Минский музей авиационной техники центрального аэроклуба ДОСААФ |             |
| МиГ-25РБ  |                |                | В Белоруссии, Историко-культурный комплекс «Линия Сталина». |             |
| МиГ-25ПУ  |                |                | В Белоруссии, в городе Щучин. |             |
| МиГ-25РБ  | 09             |                | В городе Киев (Украина), Государственный музей авиации. |             |
| МиГ-25РБС | 17             |                | В городе Винница (Украина), Военно-исторический музей воздушных сил. |             |
| МиГ-25ПДС | 17 (красный)   |                | В городе Энергодар (Украина), Парк победы. |             |
| МиГ-25РБС | 34 (красный)   |                | В городе Рига (Латвия), аэропорт Спилве, Музей авиации имени Цандера. |             |
| МиГ-25РБ  |                |                | В США, Национальный музей ВВС, ранее принадлежавший ВВС Ирака. Самолёт был обнаружен американскими военнослужащими в 2003 году; он был закопан в песок, и у него отсутствовали обе консоли крыла. По состоянию на 2010 год самолёт находится на реставрации. |             |
| МиГ-25    | 25 (красный)   |                | В Эстонии, в музее авиации в Тарту, принадлежит финну Mikael Oja. |             |

## Аварии и катастрофы
- 30 октября 1967 года — лётчик Игорь Лесников должен был установить очередной рекорд скороподъёмности. После взлёта пилот начал резко набирать высоту, при этом он превысил допустимую скорость. Самолёт стал крениться влево и перешёл в пикирование. Лесников пытался исправить ситуацию, отклоняя ручку управления вправо, но из-за реверса элеронов МиГ-25 ещё больше кренился влево. Лесников катапультировался, но высота была очень маленькой, и лётчик погиб от удара о землю. После этой трагедии самолёт МиГ-25 получил отклоняемые в разные стороны половинки стабилизатора.
- 26 апреля 1969 года в катастрофе МиГ-25 погиб командующий авиацией ПВО генерал Анатолий Леонидович Кадомцев. Причина катастрофы — отказ левого двигателя из-за отрыва лопатки турбины и последующая за этим сильная вибрация сорвала коробку агрегатов двигателя, порвала гидравлические коммуникации, а работающий правый двигатель поджёг керосин в подкапотном пространстве.
- 22 июля 1971 года авария самолёта МиГ-25РБ, аэродром Шаталово, лётчик капитан Е. Старовойтов. Через 7 мин. 45 сек. после взлёта, на высоте 20 000 м при числе М=2,4, Vист=2350 км/ч, самолёт вдруг резко качнуло влево и он начал крениться с опусканием носа. Лётчик выключил САУ и вручную вывел самолёт в горизонтальный полёт. Лётчик заметил несоразмерно быстрое изменение показаний приборов, перевёл двигатели на минимальный форсаж и выпустил тормозные щитки. Но высота и скорость на приборах всё равно продолжали расти. Тогда Старовойтов, выключив форсаж, начал торможение, намереваясь прекратить задание и возвращаться на аэродром. Разворот в сторону аэродрома выполнил со снижением, а в показаниях приборов наступил уже полный хаос. В кабине погасли все лампочки сигнализации и отказали все гироприборы. На 11 000 м самолёт вошёл в облака, произошёл полный отказ всех приборов, включая дублирующие. На высоте 200 м самолёт вывалился из облаков с правым креном 45-50° и Vу около 10 м/с. В процессе вывода самолёт зацепил нижней створкой воздухозаборника верхушки деревьев высотой 7,5 м, а пролетев ещё немного — срубил деревья высотой 2,5 м. Продолжая изо всех сил «тащить» от земли уже обречённую машину, лётчик ощутил, что она перешла в набор высоты, при этом произошла остановка двигателей. На высоте 150 м лётчик успешно катапультировался. Причины авиапроисшествия: на 8-й минуте полёта произошло обесточивание бортовой электросети из-за короткого замыкания силовых проводов генератора постоянного тока. Это привело к перегоранию предохранителей и отключению генераторов от бортовой энергосети со значительным разрядом бортовых аккумуляторов на короткое замыкание. В результате отказал также и генератор переменного тока, что вызвало резкий бросок по крену из-за отключения САУ. На 11-й минуте короткое замыкание пропало и восстановилась связь. Но падение напряжения аккумуляторных батарей было настолько значительным (с 24 до 9 вольт), что через две минуты произошёл постепенный отказ радиосвязи и всего пилотажно-навигационного, электро- и радиооборудования.
- 30 мая 1973 года во время испытательного полёта (ЛИИ, аэродром Ахтубинск) на скорости 1100 км/ч и высоте около километра МиГ-25П, пилотируемый А. Кузнецовым, вошёл в неконтролируемое вращение. Лётчик катапультировался, но из-за большой угловой скорости вращения неудачно — система спасения опустила на парашюте уже мёртвого пилота со следами удара головой о конструкцию самолёта и сломанными руками.
- 30 июня 1973 года, аэродром Кубинка, во время репетиции к показу новой авиатехники при выполнении полёта парой на малой высоте (100 м) и скорости около 1000 км/ч, МиГ-25, пилотируемый майором Майстренко, по команде руководителя полётов — «горка», вошёл в неконтролируемое вращение с угловой скоростью 540°/сек и врезался в землю.
- Некоторые строевые лётчики сталкивались с тем, что МиГ-25 на определённых режимах полёта начинал самопроизвольно вращаться после небольшого отклонения РУС. МиГ-25, на котором этот недостаток был обнаружен, перегнали в Жуковский, и там лётчики-испытатели пытались найти режимы, на которых происходило вращение. 4 октября 1973 года в испытательном полёте был Олег Васильевич Гудков. Несколько проходов на определённых высоте и скорости ничего не дали. На последнем проходе самолёт начал резко крениться. Гудков передал на землю: «Я 530-й, вращает! 530-й, вращает!» После этого самолёт упал на корпус текстильной фабрики города Раменское, лётчик погиб. Расследование показало, что из-за недостаточной мощности гидроусилителей при определённых условиях полёта одна половина стабилизатора отрабатывала штатно, а второй не хватало усилия, при этом возникало угловое рассогласование по отклонению, неминуемо приводившее к крутке самолёта. В результате на всех МиГ-25 были установлены новые стабилизаторы со смещённой осью вращения на 140 мм вперёд, что устранило возможность чрезмерного увеличения шарнирного момента отклоняемых половин стабилизатора во всех режимах полёта.
- Весна 1977 года, 82-й истребительный авиационный полк ПВО, пос. Насосный (Азербайджан). Во время учебных полётов потерпел катастрофу самолёт полка МиГ-25. Самолёт упал в море, лётчик старший лейтенант Пелешенко погиб.
- Осень 1977 года, 82-й истребительный авиационный полк ПВО, пос. Насосный (Азербайджан). Выполняя полёт по дублирующим приборам под шторкой лётчик старший лейтенант Рахимов ошибся в определении высоты. Перепутав высоту 1900 м с 900 м доложил о высоте 1900 м. Получив от руководителя полётов команду снижаться с вертикальной скоростью 20 м/с до 1000 метров ответил «Выполняю» и врезался в землю. Лётчик погиб.
- 24 июня 1977 года в в/части 06984 (Архангельская область) потерпел катастрофу самолёт МиГ-25ПУ, бортовой № 15. Экипаж в составе заместителя командира эскадрильи капитана Кондрушина и старшего лётчика старшего лейтенанта Пырочкина выполнял полёт по упражнению 25. Самолёт попал в штопор, столкнулся с землёй и сгорел. Экипаж не покинул самолёт.
- 10 января 1978 года, д. Иваново (Тимирязевский сельсовет, Городецкий район, Горьковская обл.) В 2 часа дня, капитан Виталий Конюхов (786-й ИАП) на МиГ-25 упал у высокого берега речки Белой. Пилот погиб, имея возможность катапультироваться, пытался исправить допущенную ошибку пилотирования, приведшую к потере скорости и сваливанию самолёта. Лётчику не хватило высоты, чтобы вывести самолёт из сваливания. Причина катастрофы — ошибка пилота.
- 8 декабря 1982 года. 933-й истребительный авиационный полк ПВО. Аэродром Кайдаки (Днепропетровск). Авария МиГ-25. Летчик — начальник ЛИС 805-го АРЗ (бывший командир полка полковник В. К. Губанов). Во время испытательного полета на МиГ-25 при заходе на посадку летчик потерял контроль за высотой и скоростью, на удалении 500 м от полосы самолёт столкнулся с антеннами системы посадки и загорелся. Ударившись о землю, он начал разрушаться на части, при этом летчика вместе с креслом выбросило в сторону, а огненный шар пронесся дальше, влетел на посадочную полосу и там остановился[136].
- Лето 1983 года. 933-й истребительный авиационный полк ПВО. Аэродром Кайдаки (Днепропетровск). Летчики Скляров и Лемеш. МиГ-25ПУ. Разведка погоды. Во время выполнения задания в самолёт попала шаровая молния, которая прошла от ПВД до килей (после приземления были обнаружены следы оплавления антенн, размещенных на килях). На машине отказало бортовое оборудование, прекратилась радиосвязь. Летчики благополучно выполнили посадку[136].
- 16 июля 1984 года. 933-й истребительный авиационный полк ПВО. Аэродром Кайдаки (Днепропетровск). Катастрофа МиГ-25ПУ (борт 20), спарка из Запорожья, временно приданная полку. Экипаж: заместитель командира полка полетной подготовке подполковник В. В. Семенов (инструктор) и замполит эскадрильи майор Е. А. Лемеш. Отрабатывалось упражнение № 5: вывод под шторкой самолёта из сложного положения на большой высоте. В результате ошибки в пилотировании самолёт свалился в штопор. Запас высоты позволил вывести машину из штопора, однако затем ручка управления опять была перетянута, и самолёт снова свалился в плоский штопор, при этом запаса высоты уже не хватило. Видимо, летчики до конца боролись за машину и катапультироваться не успели. Лишь в последний момент кто-то из них дернул держки катапультирования, но открылся только замок фонаря передней кабины, и тут же произошло столкновение с землёй[136].
- 1986 год. 933-й истребительный авиационный полк ПВО. Аэродром Кайдаки (Днепропетровск). Авария МиГ-25. Летчик подполковник О. С. Терпеливый. На левом двигателе произошёл разрыв топливного дюритового шланга, и хлынувшее топливо мгновенно воспламенилось, образовав внушительный факел по левому борту. Ведомый заметил это, о чём тут же сообщил ведущему и РП. Летчик, проявив выдержку, сумел вернуться на аэродром и благополучно произвел посадку. На земле пожар был благополучно потушен[136].
- 1 сентября 1986 года, авария самолёта МиГ-25БМ, аэродром Щучин, лётчик старший лейтенант В. Поступной[137]. Выполнил посадку без шасси, самолёт, двигаясь по ВПП на фюзеляже, загорелся и полностью сгорел. Причина авиапроисшествия — лётчик выполнял заход на посадку с аварийным остатком топлива и отключил речевой информатор РИ-65 (чтобы не мешал), забыл выпустить шасси[что?].
- 19 сентября 1986 года, авария самолёта МиГ-25БН, аэродром Щучин, лётчик Г. В. Шепелев. Пилот выполнял полёт на облёт по программе. На высоте 15700 м и приборной скорости 1070 км/ч у самолёта неожиданно появилась тряска с резким увеличением левого крена и возрастанием боковой перегрузки. Лётчик пытался парировать возникший крен, выключил форсажи, самолёт на отклонения ручки не реагировал. Скорость подходила к предельно допустимой при катапультировании и лётчик на высоте 16200 м успешно катапультировался. Самолёт упал в поле, на земле жертв и разрушений нет. Парашют раскрылся на высоте 3000 м, лётчик приземлился на лес и был снят вертолётом ПСС. По данным комиссии по расследованию, в полёте произошло разрушение лопатки турбины компрессора левого двигателя, которая вызвала пожар левого, а потом и правого двигателя по причине заводского дефекта.
- 13 мая 1987 года, аэродром «Запорожье». Плановые полёты 738-го истребительного авиационного полка ПВО, вторая половина дня, 18-20 часов. После взлёта при наборе высоты загорелся левый двигатель. Пилот отключил двигатель и включил систему пожаротушения, через некоторое время произошёл пожар правого двигателя. Пилот доложил о происходящем в центр управления полётами, катапультировался и благополучно приземлился. Самолёт упал на деревню, но очень удачно — в огороды между домами, был разрушен только курятник. В результате расследования пришли к заключению, что причиной аварии стал заводской брак двигателя (разрушение лопатки турбины).
- 1988 год. 933-й истребительный авиационный полк ПВО. Аэродром Кайдаки (Днепропетровск). Авария самолёта МиГ-25. Во время учебного полета парой ведомый старший лейтенант Панфилов обогнал ведущего капитана Рассохина, потерял его из виду и допустил столкновение с его самолётом грузбаллоном левой плоскости, отбив носовой обтекатель. Оба перехватчика не потеряли управляемость, но на самолёте Рассохина была выведена из строя система воздушных сигналов, и летчик остался без указателя скорости. В воздухе в это время находилась «спарка» с начальником авиации соединения O.A. Барашкиным. КП полка навел эту машину на самолёт Рассохина, и пилоты «спарки» благополучно завели аварийный «МиГ» на посадку[136].
- 24 марта 1989 года, катастрофа самолёта МиГ-25РБ, аэродром Возжаевка, лётчик майор Г. И. Янусов. Облёт самолёта после регламентных работ. После окончания программы облёта на высоте около 7000 м на снижении с углом 20° лётчик доложил о падении скорости менее 500 км/ч. Для увеличения скорости лётчик вывел обороты двигателей на максимум, но скорость не росла. Тогда он включил форсажи, скорость выросла незначительно. После отключения форсажей скорость вновь стала падать и лётчик вновь включил форсажи. Лётчик выполнял эти действия неоднократно, после чего на удалении 40 км от аэродрома доложил об остатке топлива 500 кг. По команде РП лётчик катапультировался. Система катапультирования сработала штатно, но лётчик погиб. Причина авиапроисшествия: частичный отказ системы ПВД, который лётчик распознать не сумел. Катапультирование произошло на высоте 2000 м на большой сверхзвуковой скорости, лётчик погиб из-за кровоизлияния в мозг от удара головой о заголовник кресла, несмотря на то, что лётчик был в гермошлеме и ВКК, а также из-за многочисленных переломов рук и ног после выхода кресла из кабины от воздействия на организм скоростного напора воздуха.
- февраль 1990 года, катастрофа самолёта МиГ-25РБ при выполнении планового полёта в стратосферу ночью в СМУ. Причина: лётчик из-за дефицита времени при подготовке к запуску самолёта в спешке забыл присоединить кислородный шланг ГШ. В наборе высоты до 20000 метров, на высоте около 15—17 тыс. метров потерял сознание из-за кислородного голодания. Самолёт перешёл на снижение при работе двигателей на режиме «Полный форсаж». В процессе снижения самолёт достиг приборной скорости 1680км/ч и на высоте 8000-9000 метров произошло полное разрушение планера самолёта. Обломки самолёта упали в болота и леса Карелии, в приграничной зоне с Финляндией. Лётчик погиб и был случайно обнаружен в катапультируемом кресле поисковой группой на 10-е сутки в последний день поисков. Самолёт вылетел с аэродрома Мончегорск.
- 20 марта 1990г на аэродроме Хотилово днем в СМУ произошла катастрофа самолёта МиГ-25ПД, пилотируемого старшим летчиком, военным летчиком 3-го класса старшим лейтенантом Бабахановым К. А. Летчик выполнял задание по упражнению 19 КБП АПВО ИДД-86 — воздушный бой со скоростной высотной неманеврирующей целью при сближении на пересекающихся курсах. При заходе на посадку в условиях значительного ухудшения погоды (нижний край облачности 300 м, видимость 3 км, дождь) на удалении 4 км он доложил о проходе ДПРС и наблюдении полосы, приняв за неё створ маркированный огнями подхода, и за 800 м до ВПП произвел посадку на два основных колеса. Однако, поняв, что допустил ошибку, взял ручку «на себя» и увеличил обороты двигателя. Самолёт отошёл от земли, но запаса энергии не хватило дотянуть до ВПП. За 300 м до полосы на больших углах атаки самолёт грубо столкнулся с основанием бруствера водной преграды, разрушился и загорелся. Летчик погиб. Причиной летного происшествия явилось: посадка самолёта на грунт до концевой полосы безопасности с последующим его разрушением вследствие восприятия летчиком огней подхода за огни ВПП; потеря управления экипажем лицами ГРП на предпосадочном планировании самолёта и непринятие ими мер по предотвращению непреднамеренной посадки.
- 25 мая 1990г на аэродроме Летнеозерск при заходе на посадку днем в СМУ, по самолёту МиГ-25ПД, пилотируемому старшим летчиком лейтенантом Ибрагимовым П. П., прошёл разряд статического электричества. Летчик доложил об отказе указателя скорости. На аварийный ПВД не перешёл. РП помощи ему не оказал, самолёт-лидер не выслал. Молодой летчик был предоставлен самому себе. Выполнял заход на повышенной скорости. Самолёт приземлился с перелетом 2050 м, выкатился за пределы ВПП, столкнулся с препятствием и получил значительные повреждения.
- 21 сентября 1990г на аэродроме Насосная днем в ПМУ произошла авария самолёта МиГ-25ПДС, пилотируемого заместителем командира аэ военным летчиком 1 класса майором Рассахитским А. С. Летчик произвел взлет в составе пары (по одному с интервалом 20 с) для выполнения полетного задания по упражнению 246 КБП АПВО ИДД-86 в качестве ведомого. После уборки шасси на высоте 100 м произошло высвечивание сигнализации «Расходный бак, остаток 100 л». Летчик доложил РП, выключил форсажи и приступил к выполнению захода на посадку с круга. После пролёта траверза ДПРС высветилась сигнализация «Нет подкачки топлива», а через 27 с после этого произошло выключение обоих двигателей. Доложив РП, летчик благополучно катапультировался. Причиной летного происшествия явилась остановка двигателей в полете из-за прекращения подачи топлива в расходный бак вследствие потери работоспособности поплавкового клапана системы командного давления топлива. Причина его отказа не установлена из-за отсутствия необходимых для исследования деталей.
- 18 октября 1990г на аэродроме Летнеозерск ночью в СМУ потерпел аварию самолёт МиГ-25ПДС, пилотируемый командиром аэ подполковником Красниченко А. А. Причиной аварии явился отказ техники. На самолёте в наборе высоты возник пожар. Действия летчика и руководителя полетов были правильными. Летчик катапультировался.
- 21 августа 1991г на аэродроме Котлас ночью в СМУ потерпел аварию самолёт МиГ-25ПДС. Начальник штаба аэ подполковник Черенков В. А., выполнив полет по схеме при минимуме погоды, на посадке после приземления и опускания носового колеса, обнаружил необычную вибрацию и увод самолёта вправо. С помощью левой педали удержать самолёт на полосе не удалось. Под углом 30° самолёт сошёл с ВПП и столкнулся с бетонной плитой, не сопряженной с летным полем. В результате столкновения самолёт получил значительные повреждения. Причинами летного происшествия явились: неудовлетворительная организация и проведение полетов, выразившиеся в выполнении полетов с неподготовленного аэродрома из-за отсутствия сопряжения боковой полосы безопасности ВПП с бетонным покрытием внутриаэродромной подъездной дороги для автомашины команды подборки тормозных парашютов.
- 3 октября 1991г на аэродроме Хотилово ночью в ПМУ потерпел аварию самолёт МиГ-25ПУ, пилотируемый экипажем в составе командира аэ подполковника Миронова А. М. и старшего летчика старшего лейтенанта Аксютика А. М. При выполнении взлета в момент отрыва сработала речевая информация «Пожар левого двигателя», а через 17 с после отрыва самолёта на высоте 150 м — «Пожар правого двигателя». По команде руководителя полетов экипаж катапультировался. Из-за сильного разрушения самолёта причину срабатывания сигнализации установить не представилось возможным.
- 9 апреля 1992г на аэродроме Большое Савино днем в СМУ произошла авария самолёта МиГ-25ПДС, пилотируемого старшим летчиком военным летчиком 3-го класса старшим лейтенантом П. И. Скорса. Самолёт вылетел с аэродрома Мончегорск и при выполнении захода на посадку после прохода ДПРМ летчик, увидев издалека белую и более контрастную полосу нерастаявшего снега сбоку от ВПП, в процессе дальнейшего снижения так и не осознал, что это не взлетно-посадочная полоса, допустил уклонение в сторону грунтовой ВПП, ошибочно приняв её за основную. Он смотрел на белую полосу, но ему не хватило времени для осмысления, что это не ВПП, так как все его внимание сосредотачивалось на исправлении отклонений по глиссаде и на выполнении команд РП. Посадку произвел на скорости 300 км/ч на грунтовую полосу в 110 м от начала ГВПП и 12 м правее БВПП, при этом слева, в поле зрения летчика, был край бетонной полосы, её ограничительные щиты. При дальнейшем движении самолёта по заснеженной части ГВПП произошло разрушение носовой стойки и носовой части самолёта. Одной из причин летного происшествия явилась ошибка летчика в технике пилотирования, выразившаяся в ошибочном восприятии запасной ГВПП как основной.
- 20 августа 1992 года произошла авария самолёта МиГ-25РУ, экипаж заместитель командира авиационного полка (инструктор, передняя кабина) и командир авиационного звена (проверка после отпуска, задняя кабина). Полёт выполнялся ночью в простых метеоусловиях в зону на простой пилотаж. Экипаж в нарушении полётного задания решил выполнить полупетлю. При выполнении данной фигуры в верхней точке петли самолёт сорвался в штопор, произошёл помпаж обоих двигателей с самовыключением одного из них и выход второго на режим «Малый газ». Экипаж предпринял действия по выводу самолёта из штопора и почти успешно вывел самолёт на высоте около 2500 метров. Но экипаж не учел, что один двигатель на самолёте выключился, а второй находился на малом газе, что привело при выходе самолёта в горизонтальный полёт к появлению скольжения, быстрой потере скорости и повторному срыву в штопор. Так как высоты для вывода из штопоры экипажу не хватало, а под ними была гора высотой 900 метров, экипаж катапультировался без доклада руководителю полётов. Самолёт упал у подножья горы, взорвался и разрушился на мелкие отдельные фрагменты. После пропадания отметки от самолёта на экранах РЛС по команде РП в воздух был поднят вертолёт ПСС. Спустя 50 минут лётчики были обнаружены экипажем вертолёта ПСС почти на самой вершине горы, с ними была установлена радиосвязь по носимым аварийным радиостанциям у каждого лётчика. Экипаж МиГ-25РУ сообщил по аварийным радиостанциям о получении тяжелых травм при приземлении ночью в горах при сильном ветре и не возможности самостоятельно передвигаться. Экипаж вертолёта ПСС подобрал площадку для приземления на вершине горы и выполнил посадку. Спасательная группа, находившаяся на борту вертолёта, поочерёдно эвакуировала лётчиков на борт вертолёта. Лётчики были доставлены в госпиталь г. Мончегорска, а в последующем продолжали лечение в г. Ленинграде. После лечения продолжил летать только командир авиационного звена, инструктор был признан виновным и уволен из рядов ВС РФ. Причина аварии — нарушение полётного задания экипажем самолёта МиГ-25РУ.
- 21 октября 1992 г. на аэродроме Щучин потерпел крушение последний перегоняемый на аэродром Барановичи для утилизации МИГ-25РУ расформировываемого 151-го отдельного авиаполка радиоэлектронной борьбы. Летчики первого класса капитан А. Пивовар и подполковник А. Новокрещинов погибли. Причиной катастрофы была признана ошибка пилота.
- 12 декабря 1996 года произошла катастрофа самолёта МиГ-25ПУ днём в ПМУ. Экипаж, командир авиационной эскадрильи (в составе экипажа для перегонки самолёта в передней кабине) и начальник ВОТП авиационного полка (командир экипажа, задняя кабина), выполнял полёт по перегону авиационной техники на аэродром Котлас, самолёт вылетел с аэродрома Мончегорск. При выполнении взлёта с полной заправкой топливом, при работе двигателей на режиме «полный форсаж», после пробега метров 300—400 по ВПП произошло разрушение основной правой стойки шасси с последующим отделением её от самолёта. Самолёт сбросило с ВПП вправо, потащило по запасной грунтовой полосе в сторону лесополосы находящейся за лётным полем. Сразу за грунтовой запасной полосой проходит грунтовая дорога с обочиной около метра. Самолёт проскочив поперёк запасную полосу воткнулся в обочину дороги, в результате этого произошло отделение передней кабины самолёта и попаданием её под фюзеляж. В дальнейшем самолёт подскочил как с трамплина и пролетев метров 10 по воздуху упал на землю и продолжил, разрушаясь и с работой двигателей на полном форсаже, движение ещё порядка 100 метров и остановился в лесополосе на вершине края оврага. В момент разрушение самолёта произошло возгорания топлива и после остановки самолёта взорвались топливные баки. Катастрофа происходила на виду людей всего аэродрома. Экипаж после разрушения шасси и сброса самолёта на запасную ВПП предпринял попытки к выключению двигателей. Но из-за несогласованных действий и скоротечности развития ситуации сделать этого экипаж не успел. Увидев, что самолёт несётся в обочину дороги лётчики предприняли попытку катапультироваться. Момент вытягивания ручек катапультного кресла совпал с ударом об обочину, произошёл сброс фонарей и отделение передней кабины от самолёта. Катапультирование не произошло. Передняя кабина попала под фюзеляж самолёта и была им раздавлена. Лётчик в передней кабине получил тяжёлые травмы и спустя 30 минут умер на руках товарищей доставлявших его в госпиталь. Лётчик, находившийся в задней кабине, вместе с разрушающимся самолётом вылетел в лесополосу. После остановки самолёта покинул кабину самостоятельно, отполз по глубокому снегу от самолёта, свалился в овраг и потерял сознание. Сразу как только он покинул кабину произошёл взрыв топливных баков. Видя площадь пожара и остатки самолёта решили, что лётчик погиб и его никто не искал. Обнаружили только спустя час, после того как погас пожар. Лётчик получил травмы средней степени тяжести, восстановился и продолжил летать. Самолёт сгорел и ещё долго лежал в лесополосе. Потушить его не было возможности, так как не возможно было проехать пожарным машинам из-за отсутствия дороги к месту пожара и глубокого снега. Причина катастрофы — разрушение стойки шасси.
- 2 июля 2003 года на Кольском полуострове разбился МиГ-25РБ, командир экипажа — начальник штаба авиационной эскадрильи. Взлёт выполнялся с аэродрома Мончегорск в сторону города Мончегорск. При выполнении взлёта самолёта на режиме работы двигателей «Максимал» произошло срабатывание системы речевой информации «Температура газов выше допустимой», лётчик обнаружил по прибору возрастание температуры выходящих газов из двигателя самолёта более 1200 градусов. Лётчик, оценив другие приборы контроля работы двигателей и стремясь предотвратить возможный пожар на самолёте, выключил неисправный двигатель. После выключения неисправного двигателя прибор продолжал показывать высокую температуру за двигателем. Так как это происходило на взлёте, то лётчик уменьшил угол набора высоты, но тяги оставшегося рабочего двигателя не хватало для продолжения набора высоты. Впереди по курсу взлёта был город, сразу за городом горный хребет высотой 700—900 метров. Летчик продолжал управлять самолётом на одном двигателе, стремясь разогнать скорость и набрать высоту для увода самолёта от города и гор. Но набрав 280 метров самолёт перестал набирать высоту, не хватало тяги одного двигателя и самолёт начал снижаться прямо на город. Лётчик отвернул самолёт между городом и заводом на пустырь с гаражами, за которыми было болото и озеро, а далее начинался горный хребет. После этого, убедившись, что самолёт упадёт в болото, катапультировался на высоте 80 метров. Момент полного раскрытия парашюта совпал с погружением лётчика в болото по пояс. Самолёт упал в озеро и затонул. Лётчика из болота успели вытащить мужчина с сыном, подоспевшие вовремя и наблюдавшие аварию из гаражей. Лётчик травм не получил. Причиной аварии явилось ложное срабатывание системы предупреждения о высокой температуре за двигателем и поспешные действия лётчика по выключению двигателя. Так же не в пользу лётчика было то, что всё это произошло на взлёте, при наборе высоты самолёт находился уже над городом, а сразу за городом по курсу полёта был горный хребет. Всё это в совокупности с быстротечностью развития ситуации влияло на принятия решения по действиям лётчика в аварийной ситуации. Основное внимание он сосредоточил на недопущение падения самолёта на город. Действия лётчика комиссия ВВС РФ признала грамотными из-за отсутствия описаний порядка действий при данном отказе в руководстве по лётной эксплуатации самолёта. Лётчик продолжил летать.[138].

## В кинематографе
Испытания и угон МиГ-25 на Запад фигурируют в мини-сериале 2005 г. «Небесная жизнь».
МиГ-25 был показан в художественном фильме «Три процента риска» (1984) с Кириллом Лавровым в главной роли.